# حفل زفاف الأمير ويليام وكيت ميدلتون
حفل زفاف الأمير ويليام وكاثرين ميدلتون أقيم في 29 نيسان 2011 في كنيسة وستمنستر في لندن. ويليام هو الابن الأكبر لتشارلز، أمير ويلز وديانا، أميرة ويلز، وهو الأول على ترتيب العرش البريطاني. تزوج الأمير ويليام وكيت ميدلتون في كاتدرائية وستمسنتر في ما عرف بـ زواج القرن الذي سمح للعائلة المالكة البريطانية بإبراز أبهتها أمام العالم بعد ثلاثين عاماً على زواج تشارلز وديانا. وتجمع مئات الآلاف من الأشخاص على الرغم من السماء الملبدة بالغيوم في وسط لندن التي ازدانت بالأعلام البريطانية.
العروس، كاثرين "كيت" ميدلتون هي الابنة البكر لمايكل وكارول ميدلتون من بيركشاير. استمرت مراسم عقد القران حوالي ساعة في كنيسة ويستمنستر آبي العريقة التي شيدت قبل نحو 700 عام وهي نفس الكنيسة التي شهدت العديد من مراسم الزفاف الملكية مثل مراسم زواج إليزابيث الثانية ملكة بريطانيا والأمير فيليب عام 1947. وتولى رئيس أساقفة كانتربري روان ويليام مهمة عقد قران العروسين. وقام أسقف لندن ريتشارد شارتس بإلقاء كلمة بمناسبة الزفاف وكان نفس القس قد ألقى كلمة أيضا في جنازة الراحلة ديانا والدة الأمير ويليام. وقد اختار الأمير ويليام شقيقه الأصغر الأمير هاري الثالث في ترتيب ولاية العرش ليكون أشبينه، بينما اختارت كيت شقيقتها، فيليبا كإشبينة لها إلى جانب أربع فتيات صغيرات وصيفات شرف وطفلين. وخلال مراسم عقد القران وعلى عكس ما جرى العمل به عرفًا لم تقسم العروس كيت ميدلتون على إطاعة زوجها الأمير ويليام ولكن أقسم كل من ويليام وكيت للآخر على الحب والراحة والكرامة وأن يكرس كل منهما نفسه لإسعاد شريكه.
وبعد الانتهاء من مراسم الزواج استقل العروسان عربة تجرها الخيول، وهي العربة نفسها التي استخدمها والدا الأمير ويليام تشارلز وديانا يوم زفافهما. ومر الموكب بأهم الأماكن التاريخية في لندن مثل ساحة البرلمان والطريق الرئيسي المؤدي إلى قصر باكنغهام والساحة البيضاء. وقبل ساعات من بدء مراسم الزفاف منحت الملكة إليزابيث الثانية الأمير ويليام وكيت لقب دوق ودوقة كامبردج. وشهد حفل الزفاف استعدادات أمنية مكثفة من قبل الشرطة البريطانية حيث تمركز عدد كبير من القناصة فوق أسطح المنازل ونشرت الشرطة البريطانية أكثر من خمسة آلاف شرطي.
تقابل كيت وويليام لأول مرة في جامعة سان أندرو حيث كانا يدرسان معًا، وقام ويليام بطلب خطبة كيت في أكتوبر عام 2010 بـمنحدرات جبال روتندو الكينية ثاني أعلى القمم الجبلية في العالم. وقدم الأمير لخطيبته خاتم خطبة أمه ديانا.

## استعدادات الحفل

### بروفة الحفل
شارك العروسان يوم الأربعاء، الذي يسبق حفل الزفاف، في بروفة أخيرة. حيث أكد قصر سانت جيمس أن الأمير ويليام وعروسه حضرا تجربة خاصة، برفقة والدي ميدلتون والأمير هاري. وانتقل الجميع إلى الكنيسة في قافلة من سيارات الليموزين الفاخرة، مرورًا بطواقم التلفاز ومئات المتفرجين الذي تجمعوا على الرصيف خارج الكنيسة. شوهد أسقف لندن ريتشارد تشارترز، الذي ألقى خطبة الزفاف، وهو يدخل الكنيسة، التي أقيمت بها بروفة موسيقية في وقت سابق.
وفي يوم الزفاف، بدأت بروفة غير معلنة لنحو 1000 من أفراد البحرية البريطانية والجيش والقوات الجوية على طول طريق الموكب حوالي الساعة 04:00 بالتوقيت المحلي (03:00 بتوقيت غرينتش)، وتسببت فقط في إيقاظ المشاهدين الذين أقاموا معسكرات على الرصيف بطول الطريق لمتابعة الزفاف الملكي.

### برنامج الحفل

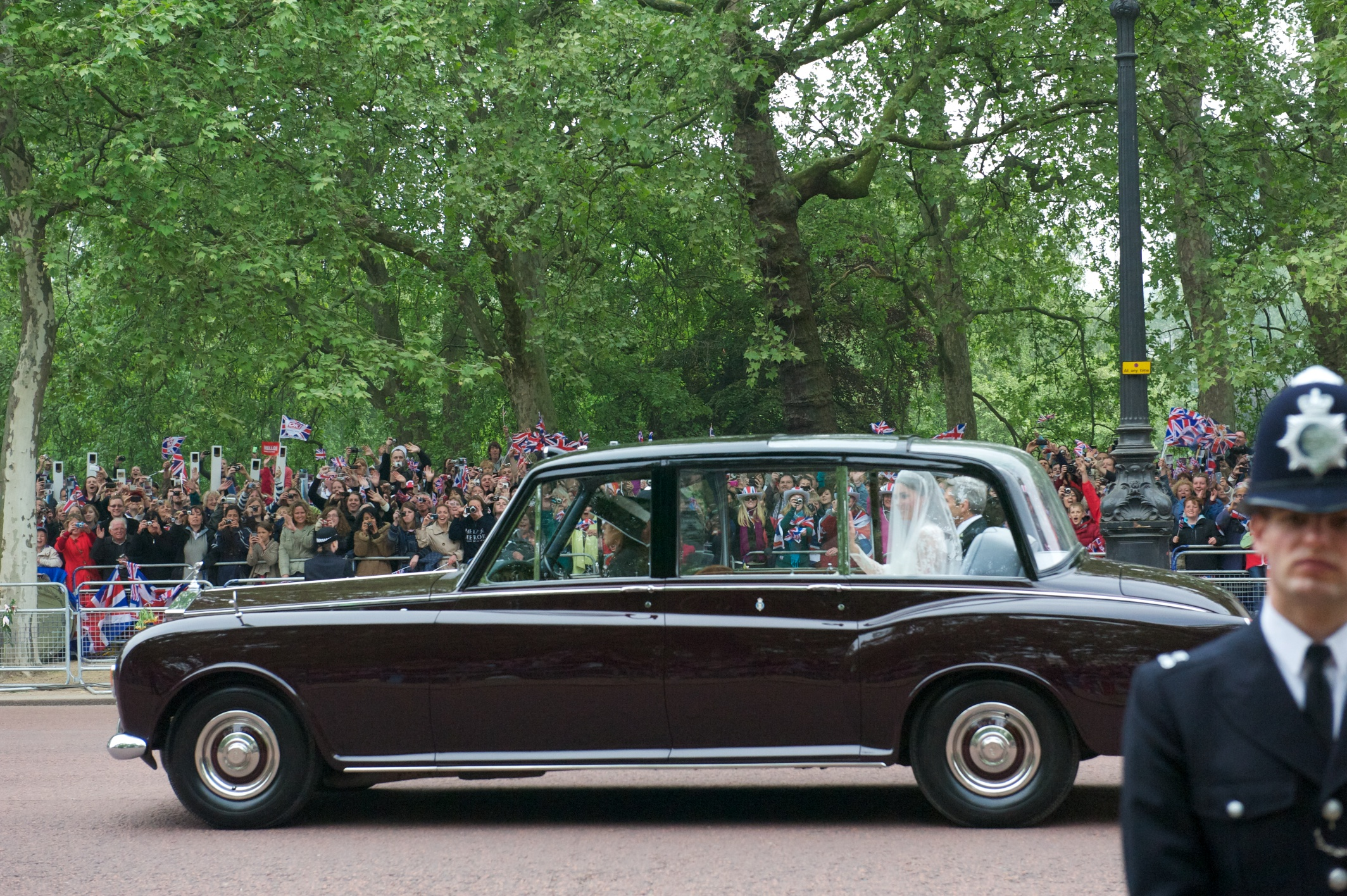
كيت ووالدها يغادران فندق غورينغ لتنتقل إلى الكاتدرائية في سيارة رولز رويس.

مراسم الزواج كانت محكمة التنظيم وتتبع برنامجاً محسوباً بالدقائق. إذ ستكون الساعة العاشرة بتوقيت السعودية موعداً لوصول أول المدعوين وعددهم 1900 إلى كاتدرائية وستمنستر. فيما ستكون الساعة الحادية عشر مخصصة لاستقبال المدعوين الأجانب. أما في الساعة 12:15 فستقوم سيارة بنتلي بنقل الأمير ويليام إلى أمام الكاتدرائية برفقة شقيقه واشبينه الأمير هاري. وبعدها بخمس دقائق يدخل الملوك والأمراء المدعوون إلى الكاتدرائية يليهم عند الساعة 12:27 والدة كيت ميدلتون. وفي الساعة 12:30 يدخل جزء من أفراد العائلة المالكة البريطانية بدورهم إلى الكاتدرائية لينضم إليهم عند الساعة 12:42 الأمير تشارلز والد العريس وزوجته كاميلا. وعند الساعة 12:45 ستكون الملكة وزوجها دوق أدنبره آخر من يدخل إلى الكاتدرائية قبل العروس كما يتطلب البروتوكول.
تغادر كيت ميدلتون في الساعة 12:51 الجناح الملكي في فندق غورينغ، حيث تكون قد أمضت الليلة مع أقاربها على بعد 800 متر من قصر باكينغهام لتنتقل إلى الكاتدرائية في سيارة رولز رويس. وتبلغ تسعيرة المبيت في الجناح الملكي 5000 جنيه إسترليني لليلة الواحدة.
في الساعة الواحدة تدخل العروس برفقة والدها مايكل إلى الكاتدرائية. وفي الواحدة و15 دقيقة موعد انتهاء المراسم الدينية وانتقال الزوجين في عربة تجرها جياد إلى قصر باكينغهام تتبعهما خمس عربات أخرى تنقل أفراد العائلة المالكة وأهل كيت بمواكبة من فرقة الخيالة الملكية بكامل لباسها الرسمي.
وسيعبر الموكب أمام البرلمان وساعة بيغ بن وحي وايتهول، حيث الوزارات ولا سيما مقر إقامة رئيس الوزراء، وهورس غاردز باريد، وساحة ترافلغار، وذا مول: الجادة الكبيرة المؤدية إلى القصر بمحاذاة حديقة سانت جيمس. سيقطع الموكب مسافة 2,02 كيلومتر في غضون 15 دقيقة مع إلقاء التحية على الجموع المحتشدة على طول المسار. لينضم بعدها المدعوون إلى قصر باكينغهام.
وفي الواحدة و25 دقيقة تظهر الملكة والعروسان على شرفة القصر برفقة أفراد من العائلتين. وفي الواحدة والنصف يحضر كيت وويليام من على الشرفة عرضاً جويا.ً ثم تقام مأدبة الغداء في حفلة استقبال تقيمها الملكة في باكينغهام مع نحو 650 مدعواً حتى منتصف بعد الظهر. وفي الفترة المسائية يقيم والد العريس الأمير تشارلز عشاءٌ خاص بحضور نحو 300 مدعو تليه حفلة للأصدقاء المقربين والعائلة.

### الإجراءات الأمنية

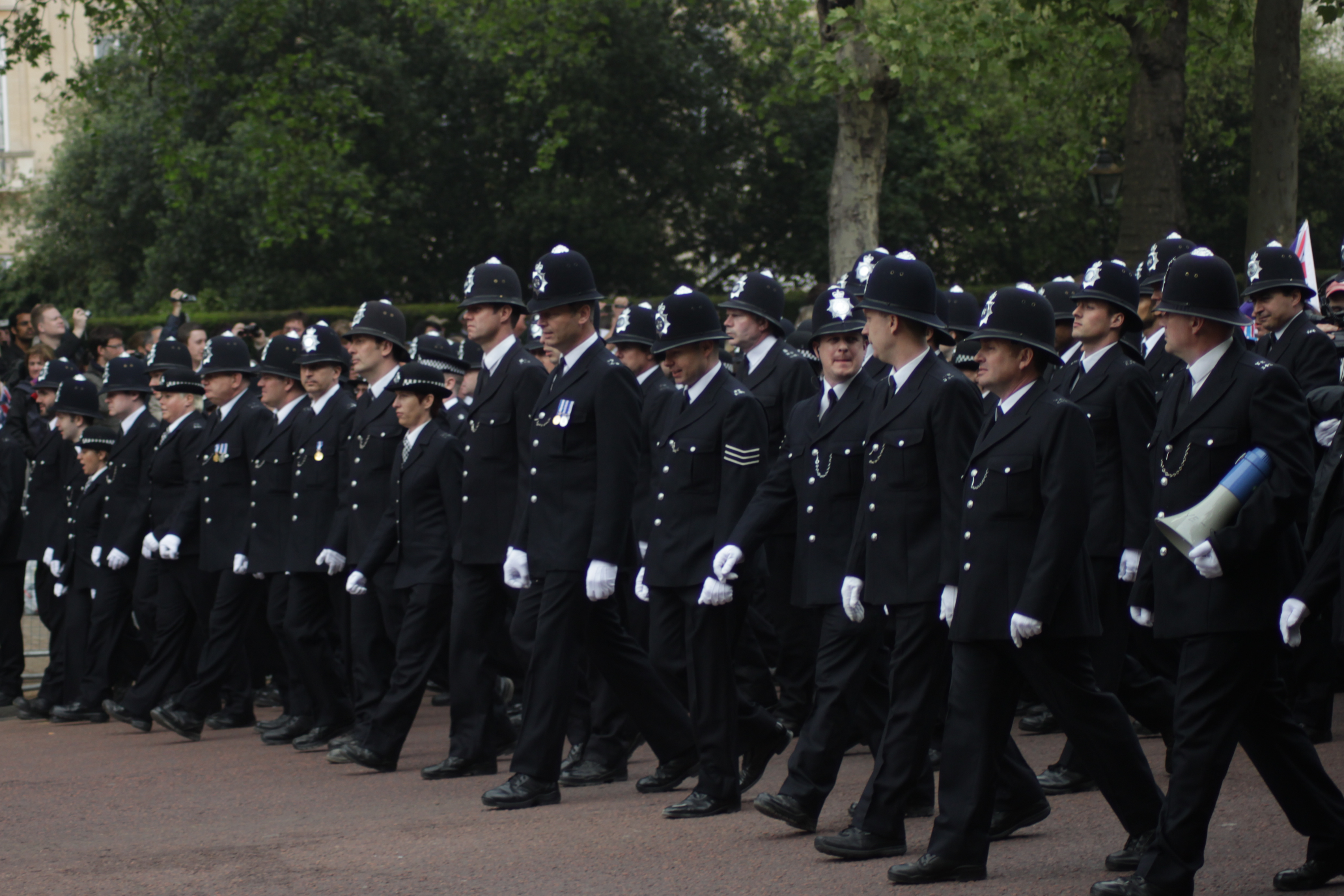
تم نشر أكثر من خمسة الآف شرطي في الشوارع.

نفذ شرطيون بريطانيون حملة تفتيش في العاصمة لندن، بحثاً عن متفجرات وأسلحة مخبأة في إطار إجراءات الأمن المتخذة قبل زواج الأمير ويليام وكيت. وشمل التفتيش مصارف مياه وأعمدة إشارات المرور، والبحث عن عناصر مشبوهة في منطقة وستمنستر وسط لندن، لضمان خلو الزفاف الملكي من إشكالات أمنية. وأوضحت قيادة الشرطة أنها اتخذت التدابير اللازمة للتعامل مع أي تهديد إرهابي خلال الزفاف الملكي، وسط مخاوف من احتمال استهداف الأمير ويليام وكيت وأعضاء الأسرة الملكية والمسؤولين البارزين في الحكومة، و50 رئيس دولة وحكومة أجنبية سيحضرون الزفاف. واعتقلت الشرطة البريطانية عشرة أشخاص على الأقل على طريق الزفاف الملكي وسط لندن بموجب الاجراءات الأمنية المتشددة التي اتخذتها لحمايته، بتهم خرق قواعد الانضباط، والاعتداء والتعامل مع بضائع مسروقة وحيازة سلاح هجومي. وكانت شرطة العاصمة منعت في وقت سابق 21 فوضوياً من دخول منطقة وستمنستر خلال مراسم الزفاف بعد اعتقالهم وإخلاء سبيلهم بكفالة، فيما اعتقلت مجموعة أخرى منهم في مداهمات في لندن ومقاطعتي ساسيكس وكامبريدجشاير. أعلنت شرطة لندن أن تكاليف الحماية الأمنية لزواج الأمير ويليام وكيت بلغت 7 ملايين و200 ألف جنيه إسترليني.

#### خطط لإفساد الزفاف
كشفت صحيفة صن أن حوالي 300 فوضويٍّ ينتمون إلى عشر مجموعات مختلفة اجتمعوا في مكان سريٍّ في مدينة مانشستر لنشر الفوضى حول كنيسة وستمنستر لمدة شهر قبل موعده، وعرقلة السيارات الملكية بنصب حواجز على الطرق وتحويل مسارها وإلقاء قنابل دخانية، عن طريق الاختباء بين الحشود وانتحال شخصية مهنئين. ونسبت إلى شخص قيادي في الجماعات الفوضوية يُسمي نفسه نايت قوله "إن المرحلة الأولى من الخطة تسمى عملية السلطة المزدوجة ستقوم خلالها نحو عشر جماعات فوضوية بالسيطرة على مبان رئيسة من بينها ثكنة ومركز شرطة ومكاتب حكومية في منطقة وستمنستر وسط لندن".
وأضافت الصحيفة أنها حصلت على رسالة إلكترونية تتضمن صورة بالأقمار الاصطناعية لسير موكب الأمير ويليام وكيت وعليها أسهم في مواقع عدة يخطط الفوضويون لاستهدافها واستنزاف مصادر الشرطة إلى أقصى درجة. وأضاف نايت: «سننفذ المرحلة الثانية من الخطة في يوم الزفاف للتسبب بأكبر قدر ممكن من المتاعب وجعل الشرطة غير قادرة على السيطرة على الوضع فتضطر إما لإلغاء الزفاف أو نقله إلى موقع آخر». وقالت صحيفة صن إن الجماعات الفوضوية تخطط لبناء حصان ضخم من الخشب لحرقه إلى جانب دمى للعائلة الملكية في يوم زفاف الأمير ويليام، وأنها دربت عناصر منها على عمليات الإسعاف لتقديم الإسعافات الأولية لمثيري الشغب عند إصابتهم بجروح إذا ما اشتبكوا مع الشرطة.

### طوق فولاذي
فرضت الشرطة طوقًا فولاذيًا عبر الطريق الذي سيسير فيه العروسان إلى ومن كنيسة وستمنستر. وقال قائد شرطة المدينة آنذاك بوب برودهيرست الرجل المسؤول عن العملية:
| حفل زفاف الأمير ويليام وكيت ميدلتون | أنا أتعامل مع عملية أمنية في مدينة تحت تهديد إرهابي. سوف نحدد مناطق مغلقة باستخدام سلطات مكافحة الإرهاب وغلق الطرق واستخدام سلطات التوقيف والتفتيش. | حفل زفاف الأمير ويليام وكيت ميدلتون |

وقال برودهيرست إن الشرطة على وعي بالتهديد الإرهابي الذي يستهدف الكثير من الشخصيات الهامة الذين سيحضرون حفل الزواج. وفي واحدة من أكثر العمليات الأمنية كلفة وأهمية تشهدها لندن، سوف يتمركز القناصة على أسطح المباني، ويندس ضباط شرطة سريون بين الجماهير. وقالت سكوتلانديارد إن شرطة مسلحة، تدربت على التعامل مع الهجمات الإرهابية على طراز تنظيم القاعدة، والجماعات الجمهورية الإيرلندية المنشقة، أو أفعال الفوضويين تم إدخالها في الحسبان. إلا أن فرض إجراءات أمنية متشددة سيكون متوازنًا مع رغبة عشرات الآلاف من المشاهدين الذين يرغبون في الاستمتاع باليوم حيث ستتوقف الحركة في أجزاء واسعة من وسط لندن.

## المدعوين

### الدعوات
وجّهت العائلة الملكية البريطانية دعوات حفلة الزفاف إلى عائلات ملكية بارزة بواسطة الفاكس في شهر يناير2011. وأوردت صحيفة ديلي ميل أن الدعوات وُجهت إلى العائلات الملكية الكبرى في أوروبا بهذه الطريقة لأن البروتوكول يفرض إبلاغها في وقت مبكر يسبق ابلاغ رؤساء الدول الأجنبية والشخصيات غير البارزة. وأضافت أن دعوات أخرى مكتوبة بخط اليد ونُقشت بالذهب سترسل إلى جميع ضيوف الزفاف الملكي البالغ عددهم 1800 ضيف. ومن بينهم ملك اليونان السابق قسطنطين وزوجته الملكة آن ماري وابنهما الأكبر الأمير بافلوف، وولي عهد صربيا الأمير ألكسندر. وأشارت الصحيفة إلى أن أفراد العائلات الملكية في إسبانيا وهولندا والنرويج والسويد والدنمارك وبلجيكا ورومانيا سيحضرون الزفاف.
ونسبت إلى ناطق باسم قصر سانت جيمس قوله: «إن الفاكس هو الوسيلة الأكثر كفاءة لنقل المعلومات، وإعطاء كبار الشخصيات الملكية في أوروبا الأولوية في إرسال دعوات حفل الزفاف تمشياً مع البروتوكول».
وذكرت صحيفة ديلي إكسبرس أن الأمير ويليام كشف بمقابلة مع القناة التلفزيونية البريطانية «آي تي في 1» إنه تسلم لائحة بأسماء 777 مدعواً لحفل زفافه، وذهب إلى جدته الملكة ليستشيرها وأبلغها بأنه لا يعرف لا هو ولا كيت أي شخص منهم، فردت عليه بأن يمزّق اللائحة ويضع لائحة جديدة تبدأ بأصدقائه ويترك الباقي لقصرها لإضافة المدعوين الآخرين.

### شخصيات عامة
نشرت العائلة المالكة البريطانية لائحة المدعوين الذين أكدوا حضورهم زواج الأمير ويليام وكايت ميدلتون. وضمت نجم البوب ألتون جون، ولاعب كرة القدم ديفيد بيكهام وزوجته فيكتوريا الحامل بطفلهما الرابع. والمخرج البريطاني غاي ريتشي زوج المغنية مادونا السابق، والممثل روان أتكينسون المعروف بدور«مستر بين». وحضر حفل الزواج أيضًا المصور الشهير ماريو تستينو الذي التقط الصور الرسمية للخطبة. ومن بين الحاضرين مارتن كومتون، وهو صديق للأمير ويليام كان يخدم إلى جانبه في وحدة بريطانية وأصيب بحروق شديدة في أفغانستان عام 2006 لدرجة أنه فقد أذنيه وأنفه.
وأكد نحو 40 فرداً من عائلات مالكة أجنبية مشاركتهم، مثل ملكة إسبانيا صوفيا، وولي عهد البحرين سلمان بن حمد آل خليفة، وأمير موناكو ألبير الثاني وخطيبته شارلين ويتستوك، ورانيا العبد الله ملكة الأردن. ووجهت دعوات إلى مقاتلين سابقين وممثلين عن جمعيات يدعمها العريس. وبين المدعوين سفراء كل الدول التي تقيم معها بريطانيا علاقات دبلوماسية طيبة. واستقبل رئيس الوزراء البريطاني ديفيد كاميرون بعض هؤلاء المدعوين، مثل ولي عهد إمارة أبوظبي الشيخ محمد بن زايد، ورئيسة وزراء أستراليا جوليا غيلارد والملياردير محمد الفايد. كما تمت دعوة وزير داخلية الكويت أحمد الحمود الصباح، ووزير التراث والثقافة في سلطنة عمان هيثم بن طارق آل سعيد، وأمير قطر حمد بن خليفة والشيخة موزة بنت ناصر، وسفير المملكة العربية السعودية في المملكة المتحدة محمد بن نواف بن عبد العزيز، والأميرة فدوى بنت خالد بن عبد الله. وقد تأكد حضور أربعين شخصًا من الملوك والأمراء. وملك بوتان وملك وملكة ماليزيا والأغا خان وسلطان بروناى. كما تعد الملكة إليزابيث بدورها استقبالاً.

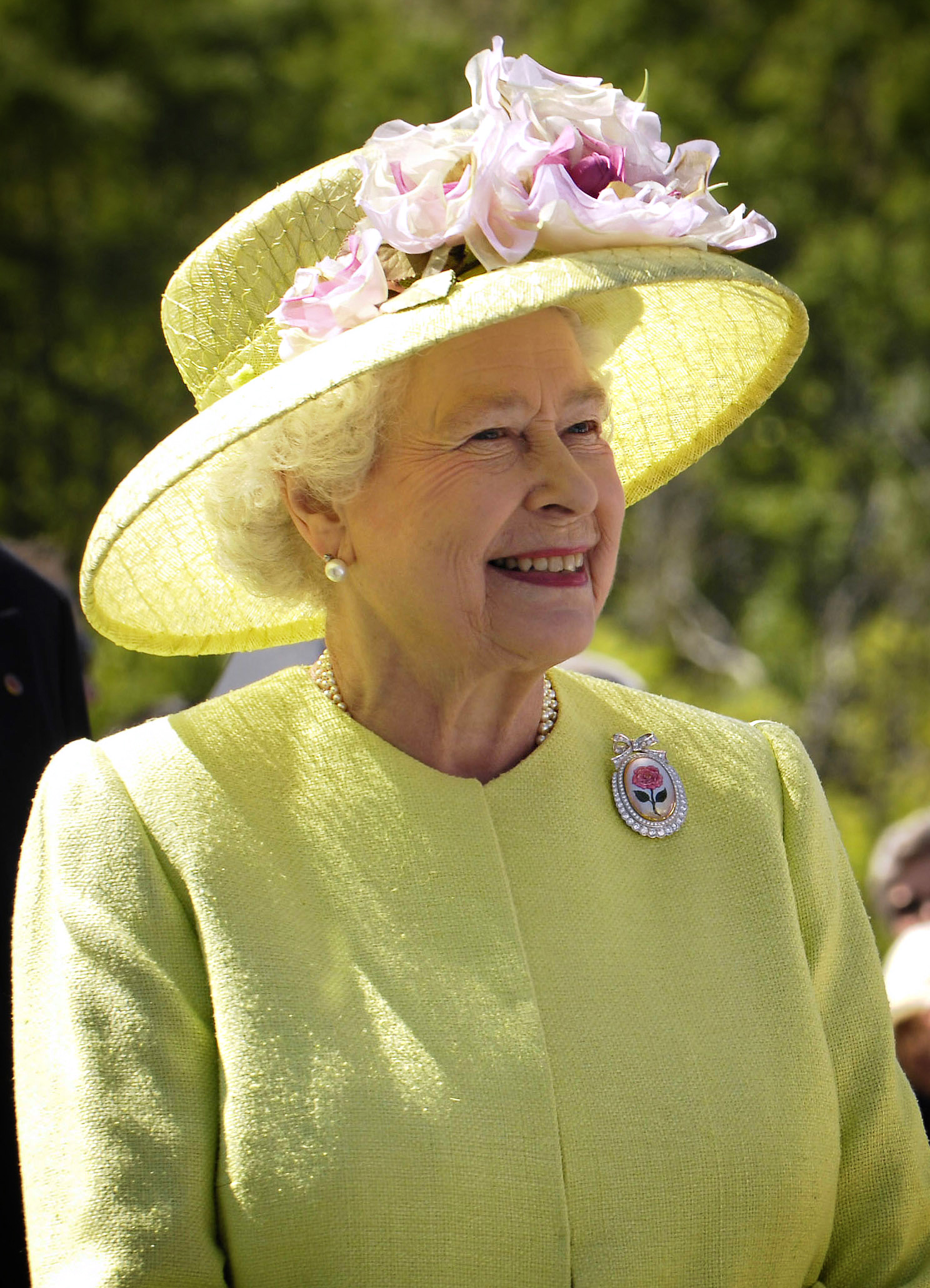
ارتدت الملكة إليزابيث الأصفر.

### سحب دعوى سفير سوريا
قال ناطق باسم وزارة الخارجية البريطانية أن لندن سحبت دعوتها للسفير السوري لحضور حفلة الزفاف الملكي بتأييد من قصر بكينغهام في ضوء قمع التظاهرات المطالبة بالديمقراطية في سوريا. وسحبت الدعوة عشية حفلة زفاف بعد انتقاد أحزاب المعارضة وجماعات مدافعة عن حقوق الإنسان. وقال الناطق باسم وزارة الخارجية في بيان:
وأعرب السفير السوري عن أسفه لإلغاء الدعوة، مشيراً إلى أنه وطاقمه عملوا بكل جهد طوال السنوات الماضية من أجل الحفاظ على أفضل العلاقات الممكنة مع بريطانيا، مغتنماً الفرصة للإعراب عن أفضل التمنيات للعريسين بالسعادة وبيوم زفاف لا ينسى.

### الامتناع عن دعوة أي ممثل عن ليبيا
قررت بريطانيا عدم دعوة أي ممثل عن ليبيا لحضور حفل الزفاف. وأفادت المصادر بأن دعوة للسفير الليبي كانت معدة قبل أن يشتد الصراع في ليبيا في آذار/مارس ولكنها لم تُسلّم. وأضافت أن قرار عدم توجيه الدعوة إليه اتخذته وزارة الخارجية التي تضطلع بالمسؤولية عن تحديد الشخصيات الخارجية التي ينبغي دعوتها للحفلة. وينبغي وفقاً للبروتوكول دعوة كل السفراء المقيمين في لندن ما لم تكن هناك مشكلة ديبلوماسية. فعلى سبيل المثال دُعي سفيرا إيران وزيمبابوي برغم توتر العلاقات مع بريطانيا في السابق. وقالت ناطقة باسم قصر باكنغهام:
| حفل زفاف الأمير ويليام وكيت ميدلتون | كل رؤساء البعثات في لندن الذين يمثلون دولاً نقيم معها علاقات ديبلوماسية طبيعية دعوا إلى حضور الزفاف الملكي. | حفل زفاف الأمير ويليام وكيت ميدلتون |

وطردت بريطانيا خمسة ديبلوماسيين ليبيين قبل الزفاف بشهر قائلة إن وجودهم قد يمثّل تهديداً للأمن القومي. لكن السفير الليبي والعاملين الآخرين في السفارة بقوا في لندن.

### ممثلة التاج البريطاني في أستراليا
حضرت الحاكمة العامة لأستراليا كوينتن برايس زفاف الأمير ويليام بحقيبة يد اشترتها بنصف سعرها فقط. وذكرت صحيفة صنداي تليغراف أن برايس، التي تلقت 28 ألف دولار أسترالي (32 ألف دولار) كبدل ملابس عندما تولت المنصب الذي يعد إلى حد كبير شرفيًا عام 2008، قد اعترفت بأنها قبلت تخفيضًا على الملابس والإكسسوارات التي حضرت بها الحفل. وأكدت برايس أنها لم تطلب هذا التخفيض. وقالت متحدثة باسم برايس للصحيفة «لم يسع هذا المكتب أبدًا نيابة عنها للحصول على أشياء مجانًا أو مخفضة السعر».

### ولي عهد اليابان وزوجته
ألغى ولي العهد الياباني ناروهيتو وزوجته الأميرة ماساكو زيارتهم إلى بريطانيا لحضور حفل الزفاف، بسبب الدمار الهائل الذي خلفه الزلزال والتسونامي. وكان زلزال قوته 9 درجات ضرب شمال شرق اليابان، وتلته موجات تسونامي بلغ ارتفاع بعضها 10 أمتار.

### ملك كمبوديا نوردوم سيهاموني
ذكرت صحيفة صن أن الملك نوردوم سيهاموني ملك كمبوديا من بين الملوك الاثنان وستون الذين تغيبوا عن الزفاف. ورفض متحدث باسم قصر سانت جيمس التعليق على التقرير الذي ذكر أن الملك نوردوم سيهاموني هو الضيف الملكي الوحيد الذي لم يرد على الدعوة.

### سياسيون بريطانيون
لم يستدعى رئيسي الوزراء السابقون من حزب العمال طوني بلير وغوردن براون للحفل. وفي المقابل استدعى نظراؤهم السابقون من المحافظين مثل جون ميجور. بينما حضر قائمة من الأسماء الشهيرة في عالم السياسة تقارب المائتين من بينهم ديفيد كامرون ونيك كليغ.

### فتاة متشردة مدعوة لحفل الزفاف
في عام 2005 عندما كان الأمير ويليام راعياً للمشردين، كان هناك فتاة تدعى شوزنا تعيش حياة بائسة وسط مدمني المخدرات في مأوى للمشردين بينما كانت تتعافى من جلطة دماغية. ووجه الأمير ويليام وخطيبته كيت ميدلتون الدعوة لها بطاقة دعوة ذهبية، لحضور حفل زفافهما بعد إنقاذها من قبل مؤسسة الأميرة ديانا لإيواء المشردين المعروفة باسم سنتر بوينت. وفي حفل خيري في عام 2010، سمع الأمير ويليام الفتاة شوزنا وهي تحكي عن كيف أنها أصبحت مشردة ومهددة بالعيش في الشوارع بعد خضوعها لجراحة قلب. وتأثر الأمير ويليام إلى حد انه خرق البروتوكول وعانقها مواسيًا. ووجهه ويليام الدعوة أيضًا لجميع ممثلي الجمعيات الخيرية التي يرعاها لحضور زفافه.
وعلى نهج شوزنا، أضربت ايستيباليس تشافيز، الطالبة المكسيكية عن الطعام أمام السفارة البريطانية في المكسيك، مطالبة بدعوة لحضور مراسم الحفل الشعبي، الأمر الذي رفضته السفارة ولكن ذلك لم يمنعها، إذ أكدت تقارير إخبارية أنها حصلت على تذكرة للسفر إلى لندن.

## موقع الزفاف الملكي الإلكتروني
كانت النسبة الأكبر من متابعي الحدث من رواد الإنترنت، وخاصة الموقع الرسمي للزواج الملكي. بث الموقع في يوم العرس مراسم الزفاف وجولة العروسين بالعربة. ونشر أول تفاصيل فستان العروس. وحسب الإحصائيات التي نشرتها غوغل، بلغ عدد الطلبات الواردة للموقع الرسمي للعرس الملكي أكثر من 2000 طلب في الثانية، بواقع 15 مليون صفحة مصدرها أكثر من 5 ملايين زائر في يوم الزفاف. وعلى الرغم من هذا الضغط الهائل على الموقع، إلا أن الموقع استمر بعمله بكل سلاسة غير مكترث بالزيادة المطردة لعدد الزوار، ومن دون التأثير على بقية المواقع المستضافة تحت منصة جوجل للتطبيقات (بالإنجليزية: Google App Engine)‏. فالسر كما ذكره موقع منصة جوجل للتطبيقات هو في الاعتماد على الحوسبة السحابية (بالإنجليزية: Cloud Computing)‏. فمنصة غوغل للتطبيقات تعمل على معالجة البيانات وتخزينها عبر خادمات خارج منصة العمل الفعلية للموقع مما يعني توفيراً في الموارد الحاسوبية لدى الموقع المقدم للخدمة، وبالتالي تكيفه لحجم الطلبات القادمة بحيث لا يؤثر سلبًا على جودة الخدمة.
واعتقلت الشرطة البريطانية في 18 سبتمبر 2011 صبياً في السادسة عشر من العمر، للاشتباه بتورطه في مؤامرة لتخريب الموقع الرسمي، وقالت هيئة الإذاعة البريطانية (بي بي سي) إن الصبي أعتقل في مدينة هاروغيت في مقاطعة يوركشاير الشمالية في إطار تحقيق تجريه وحدة الجرائم الإلكترونية في شرطة العاصمة لندن. وأضافت أن الشرطة البريطانية أخلت سبيل الصبي بكفالة حتى 15 ديسمبر 2011.

## مراسم الزواج

### المجريات
تقدمت كيت ميدلتون برفقة والدها مايكل في الممر المركزي للكاتدرائية على أنغام جوقة مؤلفة من 20 صبياً، لتنضم أمام المذبح إلى الأمير ويليام الذي ارتدى البزة الحمراء للحرس الإيرلندي. وتبادل الأمير وكيت نذور الزواج بعد دقائق قليلة أمام رئيس أساقفة كانتربري، روان ويليامز. لكن تجنبت ميدلتون التطرق في نذورها إلى أنها ستطيع زوجها تماماً كما فعلت الأميرة ديانا والدة ويليام. وأقامت الملكة حفلة استقبال أعقبها مساءً عشاء وحفلة راقصة في قصر باكنغهام.
ووضع ويليام خاتم الزفاف، الذي كانت ترتديه والدته الأميرة الراحلة ديانا، في يد كايت، ثم أعلن كبير أساقفة كانتربري، بموجب السلطة المخولة إليه، ويليام وكايت زوجاً وزوجة. وألقى جيمس، شقيق كايت، بكلمة أمام الحضور، فيما نشدت الفرقة الموسيقية في الكاتدرائية أغنية بلحن وتوزيع خاص للعروسين.

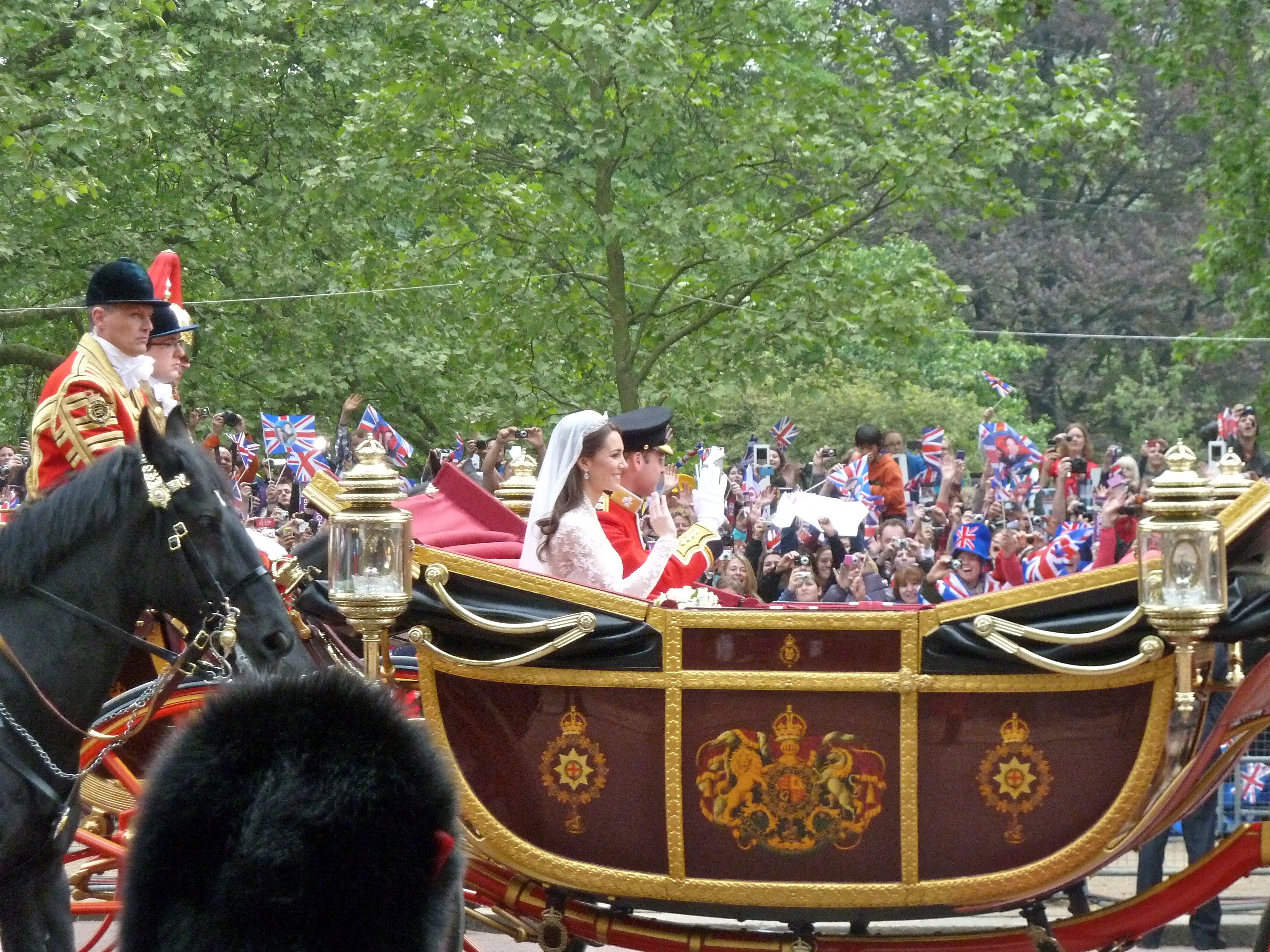
الآلاف يرفعون الأعلام البريطانية عند مرور الموكب الملكي

وكانت الملكة اليزابيث الثانية سبقت كيت إلى الكاتدرائية قبل دقائق قليلة وقد ارتدت الأصفر، ومنحت قبل الظهر ويليام وكيت لقب دوق ودوقة كامبريدج، وهو اللقب الأعلى في بريطانيا. وفي ختام القداس، صعد ويليام وكيت إلى عربة تجرّها جياد استخدمها تشارلز وديانا عام 1981، وتبعتها أربع عربات أخرى تنقل افراد العائلتين إلى قصر باكنغهام.
ثم غادر العروسان الكنيسة سوياً في عربة تعرف باسم ستيت لاندو، صنعت للملك إدوارد السابع عام 1902 وتستخدم في استقبالات الملكة للضيوف الأجانب، تجرها 5 خيول، باتجاه قصر باكنغهام وسط ركب من الخيالة الملكية، وآلاف البريطانيين المنتشرين في الطرقات من ويستمينستر إلى باكنغهام لتحية العروسين. وجدير بالذكر أن أكثر من ألف عنصر من الجيش وسلاحي البحرية والجو اصطفا على الطريق من كاتدرائية ويستمينستر إلى قصر باكنغهام. وبمجرد انتهاء الاحتفالات، شمرت لندن على ساعديها لتنظيف شوارعها من حوالي مائة وأربعين طناً من القمامة التي خلفها عشرات الآلاف الذين تابعوا أمس الزفاف الملكي في العاصمة البريطانية.
الرحلة بالعربات من الكاتدرائية إلى القصر لم تستمر أكثر من 15 دقيقة. فالمسار الذي تبعته مر أمام ساعة بيغ بن والبرلمان في ويستمنستر وفي محاذاة جادة مول الملكية المزينة بالأعلام البريطانية، وانتشر أكثر من خمسة آلاف شرطي في الشوارع، فيما كان نحو 8 آلاف صحافي يتابعون الحدث. ونصب آلاف من عشاق العائلة المالكة خياماً، بعضهم منذ أيام، على الطريق الذي سلكه الموكب الملكي بعد انتهاء مراسم الزفاف. وجدير بالذكر أن الأجراس العشرة في كاتدرائية وسمنستر قرعت أكثر من ثلاث ساعات في 29 نيسان/أبريل حتى انتهت مراسم الزفاف. وهذا الأمر لا يحدث إلا في المناسبات الكبرى.
ومن بين ضيوف حفل الزفاف، تمت دعوة 650 شخصاً لتناول الغداء في القصر الذي استمر حتى العصر، في حين تقلص هذا العدد إلى 300 شخص ظلوا لتناول عشاء رسمي على أصوات موسيقى، استمرت حتى منتصف الليل.

### تسلسل زمني لمراسم الزفاف
تسلسل زمني لأهم تطورات مراسم زفاف الأمير ويليام وكيت ميدلتون.
| 09:00 - تبدأ مراسم الزفاف بعد خمسة أشهر من خطبتهما وعشر سنوات من لقائهما بالجامعة. |
| 09:14 - الحشود المتجمعة في طريق القصر بوسط لندن تستمتع بمجموعة من عروض الموسيقى العسكرية. |
| 09:20 - يشارك في الحفل نحو 1900 مدعو، توافدوا على الكنيسة تقدمهم السياسيون ومشاهير المجتمع البريطاني من نجوم السينما والغناء والرياضة. |
| 09:25 - وصول ديفيد وفيكتوريا بيكهام لكاتدرائية وستمنستر آبي. |
| 09:26 - امتلاء ميدان الطرف الأغر بلندن، والناس يتجمعون حول الشاشة الضخمة لمتابعة مراسم الزفاف. |
| 09:30 - الإيرل سبنسر، عم الأمير ويليام يصل إلى كاتدرائية وستمنستر آبي. |
| 09:43 - عمدة لندن بوريس جونسون يقول إنه سيحضر الزفاف بحلة مؤجرة من متجر بام آت موس بروس في لندن. وقال لبي بي سي إن هديته للعروسين دراجة هوائية. |
| 10:02 - وصول رئيسة الوزراء الأسترالية جوليا جيلارد لحضور مراسم الزفاف في كاتدرائية وستمنستر آبي. |
| 10:13 - وصول الأمير ويليام وشقيقه الأمير هاري إلى كاتدرائية وستمنستر. |
| 10:20 - الأمير ويليام يرتدي زي العسكري الأحمر للحرس الأيرلندي. |
| 10:23 - وصول سلطان بروناي وأمير موناكو إلى كاتدرائية وستمنستر آبي. |
| 10:30 - عربات خاصة تنقل أعضاء في الأسرة المالكة البريطانية في طريقها إلى كاتدرائية ويستمنستر. |
| 10:31 - والدة العروس كارول وشقيقها جيمس يصلان إلى كاتدرائية وستمنستر. |
| 10:32 - قرع أجراس كاتدرائية وستمنستر بالتزامن مع وصول الأمير ويليام. |
| 10:40 - الأمير تشارلز ودوقة كورنويل يغادران قصر باكنغهام في طريقهما إلى كاتدرائية وستمنستر. |
| 10:42 - الملكة إليزابيث والأمير فيليب دوق أدنبرة يغادران قصر باكنغهام في طريقهما إلى كاتدرائية وستمنستر. |
| 10:43 - وصول الأمير تشارلز ودوقة كورنويل إلى كاتدرائية وستمنستر. |
| 10:48 - قرع أجراس كاتدرائية وستمنستر تزامنًا مع وصول الملكة إليزابيث والأمير فيليب دوق أدنبرة. وترتدي الملكة ثوبا وقبعة صفراء اللون. |
| 10:50 - خروج كيت ميدلتون بصحبة والدها من الفندق متجهة صوب كاتدرائية وستمنستر وهي ترتدي ثوب زفاف أبيضاً وتاجاً على رأسها بدلا من الزهور. |
| 11:00 - وصول كيت ميدلتون بصحبة والدها إلى كاتدرائية وستمنستر. |
| 11:04 - الموسيقى تعزف داخل كاتدرائية وستمنستر وبدء مراسم الزفاف الملكي. |
| 11:05 - كيت ميدلتون تتقدم برفقة والدها داخل كاتدرائية وستمنستر تمهيدًا لتسليمها إلى عريسها. |
| 11:08 - كيت ميدلتون تقف بجوار الأمير ويليام داخل كاتدرائية وستمنستر في لندن. |
| 11:10 - الزوجان وأقاربهما والضيوف في كاتدرائية وستمنستر يغنون أناشيد دينية اختارها العروسان في إطار مراسم الزفاف. |
| 11:15 - كبير أساقفة كانتربري يبدأ توجيه كلمته للحضور في إطار مراسم الزفاف الملكي. |
| 11:18 - ويليام يلبس كيت خاتم الزفاف الذي كانت ترتديه والدته الراحلة ديانا. |
| 11:20 - كبير أساقفة كانتربري يعلن بموجب السلطة المخولة إليه أن ويليام وكيت أصبحا الآن زوجاً وزوجة. |
| 11:24 - جيمس شقيق كيت ميدلتون يلقي كلمة أمام الحضور في كاتدرائية وستمنستر. |
| 11:28 - الفرقة الموسيقية في كاتدرائية وستمنستر تنشد أغنية بلحن وتوزيع خاص للعروسين. |
| 11:35 - بدء قداس خاص في إطار مراسم الزفاف بكاتدرائية وستمنستر بلندن. |
| 11:47 - كبير كهنة كاتدرائية وستمنستر، وكبير أساقفة كانتربري يباركان العروسين. |
| 11:48 - الحضور في كاتدرائية وستمنستر يغنون قصيدة القدس لويليام بليك. |
| 11:50- العروسان ويليام وكيت يركعان لتلقي مباركات الحاضرين في كاتدرائية وستمنستر. |
| 11:52 - عزف السلام الملكي البريطاني ووقوف جميع الحاضرين في كاتدرائية وستمنستر. |
| 11:54 - العروسان ويليام وكيت والشهود على عقد الزواج يتحركون بعيدًا عن أعين الحضور في أكثر الأماكن قدسية في كاتدرائية ويستمينستر، أي ضريح القديس إدوارد، للتوقيع على ثلاثة سجلات مختلفة، اثنان تابعان للكاتدرائية إضافة إلى السجل الملكي.                           |
| 11:56 - الأمير تشارلز ودوقة كورنويل والأمير هاري وبيبا ميدلتون ووالدا كيت يتجهون مع العروسين لتوقيع سجلات الزفاف الملكي كشهود عليه. |
| 12:02 - عودة الشهود إلى مقاعدهم بعد التوقيع على وثائق الزواج بكاتدرائية وستمنستر. |
| 12:05 - عودة ويليام وكيت ميدلتون إلى مقعديهما بكاتدرائية وستمنستر بعد التوقيع على وثائق الزواج. |
| 12:08 - ويليام وكيت، وهما الآن دوق ودوقة كيمبريدج، يغادران كاتدرائية وستمنستر بلندن. |
| 12:09 - أجراس كاتدرائية وستمنستر تدق لدى مغادرة ويليام وكيت والجماهير تحييهما. |
| 12:10 - ويليام وكيت يركبان عربة الخيول الملكية المكشوفة، ويتحركان صوب قصر باكنغهام وسط ركب من الخيالة الملكية. |
| 12:16 - وصول ويليام وكيت إلى موكب خيل الحرس. |
| 12:22 - الموكب الملكي المؤلف من خمس عربات يصل إلى طريق قصر باكنغهام. |
| 12:25 - وصول طليعة الموكب الملكي الذي يضم الأمير ويليام وكيت والحاشية الملكية إلى قصر باكنغهام. |
| 12:29 - وصول الملكة إليزابيث والأمير فيليب دوق أدنبرة إلى قصر باكنغهام. |
| 12:30 - وصول الأمير تشارلز ودوقة كورنويل ووالدا كيت إلى قصر باكنغهام ليكتمل وصول الركب الملكي وحاشيته. |
| 12:40 - استمرار عروض الموسيقى العسكرية قبالة قصر باكنغهام وفي طريق القصر، ترقبًا لخروج العروسين من الشرفة الملكية لتحية الجماهير. |
| 12:41 - هوجو برنارد يلتقط صور الزفاف الرسمية للعروسين وأعضاء الأسرة المالكة داخل قصر باكنغهام. |
| 12:48 - الشرطة البريطانية تقول إنها اعتقلت 43 شخصًا داخل وخارج الطوق الأمني على خلفية الزفاف الملكي. |
| 12:50 - الآلاف يتوافدون على قصر باكنغهام بلندن ترقبا لخروج الأمير ويليام وكيت مادلتون من شرفة القصر لتحيتهم. |
| 13:00 - طريق القصر يشرف على الامتلاء وصفوف من الشرطة تتقدم المتجهين صوب قصر باكنغهام. |
| 13:05 - في المساء، أقيمت مأدبة عشاء خاصة يعقبها حفل راقص يضم 300 فرد بدعوة من أمير ويلز. |
| 13:10 - تقيم الملكة حفل استقبال ومأدبة غداء في قصر باكنغهام قبل أن تطل من الشرفة الملكية مع العروسين. |
| 13:13 - بعد مأدبة الغداء، تغادر الملكة قصر باكنغهام لتقضي عطلة نهاية الأسبوع، ولتغيب مع زوجها الأمير فيليب دوق أدنبرة عن حفل ومأدبة العشاء التي ستقام في المساء، والتي سيلقي فيها كل من الأمير هاري، شقيق ويليام، ومايكل، والد كيت، كلمتين بمناسبة الزفاف الملكي. |
| 13:27 - خروج الأمير ويليام ودوقة كيمبريدج إلى شرفة قصر باكنغهام، تعقبهما الملكة إليزابيث. |
| 13:30 - ويليام يقبل كيت مرتين في شرفة قصر باكنغهام، وسبع طائرات تابعة لسلاح الجو الملكي البريطاني تحلق في السماء تحية لهما. |
| 13:34 - عودة أعضاء الأسرة المالكة إلى داخل القصر، والعروسان يلقيان تحية أخيرة على الجماهير قبل إغلاق باب شرفة قصر باكنغهام. |
| 13:40 - تستكمل مراسم الزفاف الخاصة داخل قصر باكنغهام بمأدبة غداء بدعوة من الملكة إليزابيث. |
| 13:45 - بدء عمليات تنظيف جادة قصر باكنغهام من الرمال التي ألقيت عليه لحماية أقدام الخيل. |

### الموسيقى
قاد موسيقى حفل الزواج جوقتا ترانيم وأوركسترا، وفريق استعراض عسكري، وفريق أبواق. كان جيمس أودونل المايسترو، وهو عازف في الكنيسة وقائد جوقة كنيسة ويستمنستر. تكونت جوقة كنيسة ويستمنستر من 20 فتى و12 مرتل محترف، وعزف على الأورج روبرت كويني، العازف الثاني في الكنيسة.
لدى وصول كيت إلى الكنيسة، وأثناء مرورها بالمدعوين عزفت موسيقى الكنيسة الانجليكانية الشهيرة أنا سعيد أو «I was glad» من المزمور 122، التي كتبت في تتويج الملك ادوارد السادس عام 1906. أمّا جوقة الكنيسة الملكية، فتكونت من 10 أولاد و6 مرتلين محترفين. وشارك أيضاً كل من لندن شامبر أوركسترا، وهي أقدم أوركسترا في المملكة البريطانية. وفريق الاستعراض الموسيقي العسكري من الفرقة المركزية لسلاح الجو الملكي البريطاني، الذي يتألف من سبعة عازفين وقائدهم. وفريق عازفين الأبواق من سلاح الفرسان، مكون من 8 عازفين.

### ويليام يقود السيارة إلى منزله
بعد مغادرة قصر باكنغهام، قاد الأمير ويليام سيارة زرقاء اللون مكشوفة تتدلى منها البالونات، من نوع أستون مارتن وبجانبه زوجته كيت. وفي الوقت نفسه حلق أحد أصدقاء الأمير ويليام في السلاح الجوي البريطاني بمروحيته في سماء القصر ليحيي العروسين على طريقته الخاصة. السيارة هي ملك الأمير تشارلز، وقد حملتهما إلى منزل العائلة في كلارنس هاوس ليستريحا قليلا قبل ان يعودا إلى قصر باكنغهام، لحضور حفل عشاء تقيمه الملكة إليزابيث الثانية على شرف المدعوين.

## كعكة الزفاف

### مواصفاتها

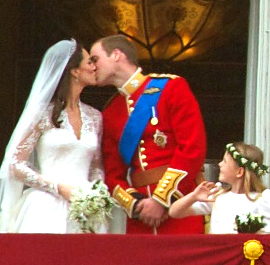
تبادل الأمير ويليام وكيت ميدلتون قبلة الزفاف على شرفة قصر باكنغهام تعزيزا لارتباطهما الأسري، واحتشد نحو 500 ألف شخص لمشاهدة خروج العروسين إلى شرفة قصر باكنغهام وقبلتهما الأولى.

للكعكات الملكية تقاليد خاصة وهي الاحتفاظ بقطع عدة من كعكة الزفاف الملكي لأشهر أو سنوات لبيعها في مزاد علني. خضعت كعكة زفاف ويليام وكيت للتليقد المذكور، حيث وضع المستوى العلوي من الكعكة جانبًا لاستخدامه في الإحتفال بتعميد الأمير جورج في أكتوبر 2013 بينما طُرح الجزء الآخر للبيع. اختيرت كعكتين لحفل الزفاف، الأولى كعكة العريس والأخرى هي الكعكة الرسمية للزفاف. قامت شركة مكفيتيس (بالإنجليزية: McVities)‏ بتحضير كعكة العريس التي طلبها الأمير ويليام باستخدام وصفة سرية قدمتها العائلة المالكة إلى الشركة البريطانية لتقديمها عند الاستقبال في الحفل الذي أقيم في قصر بكنغهام. صنعت الكعكة من 17 كيلوغرامًا من الشوكولاتة إضافةً إلى نحو 1700 قطعة من بسكويت «Rich Tea» التقليدي كي تكفي لإطعام كافة الضيوف البالغ عددهم ـ600 ضيف. وقامت مكفيتيس بعمل العديد من كعك الزفاف أو التعميد لأفراد العائلة الملكية منذ زواج جورج الخامس الذي تولى منصب الملك والملكة ماري في سنة 1893.

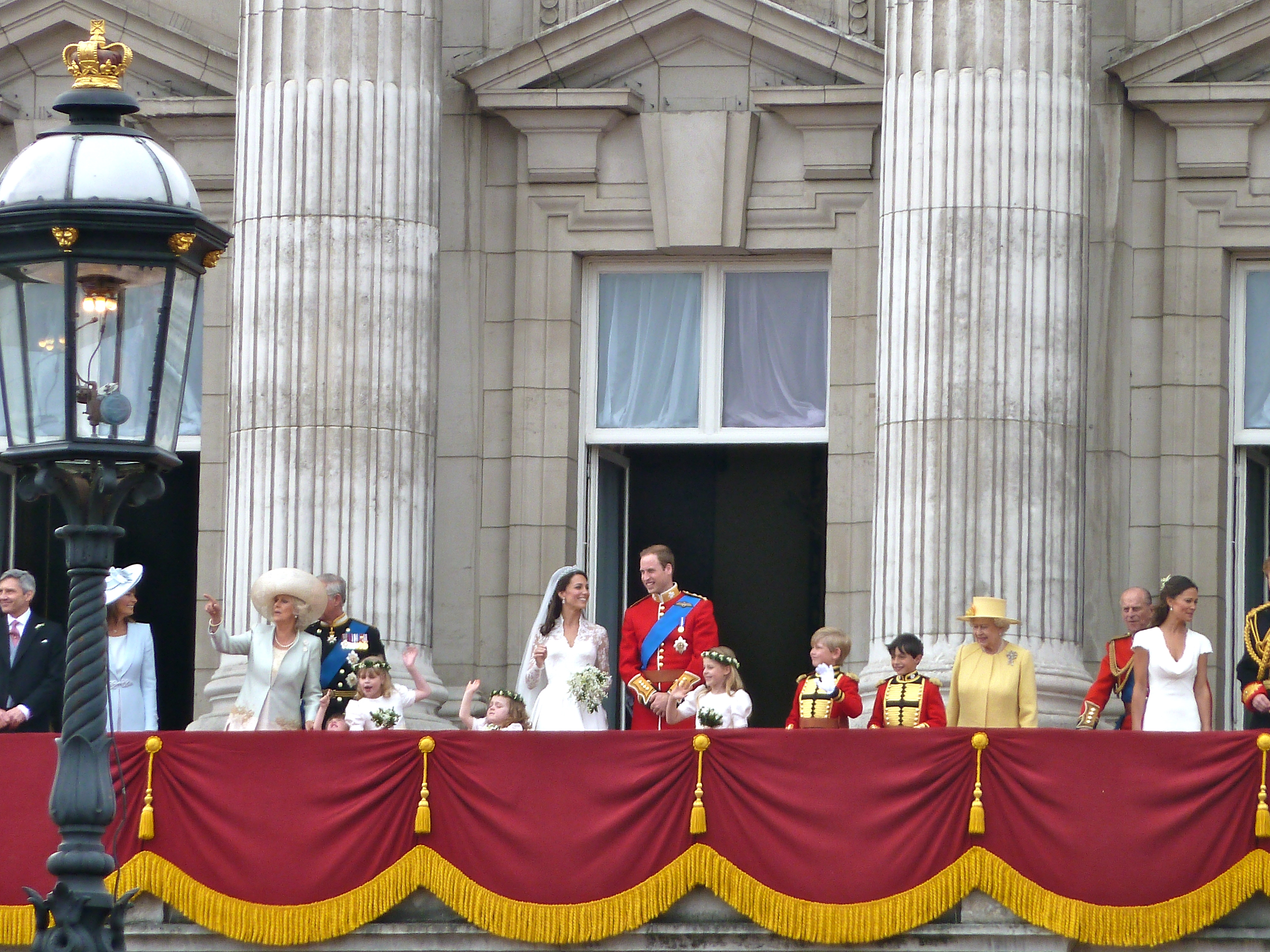
ظهر ويليام وكيت على الشرفة بمرافقة أقاربهما، ورحبا بكل من وصل لتهنئتهم.

اختارت دوقة كامبريدج الفاكهة للكعكة الرسمية للزفاف وأعدّتها مصمّمة الحلويات الفاخرة فيونا كيرنز، التي تباع كعكاتها في المتاجر البريطانية الحصرية. لم يكن للكعكة الرسمية أي لون كونها كانت مغطاة بالقشدة البيضاء باستخدام تقنية «جوزف لامبيث» وهي إنشاء أكثر من 5 طوابق للكعكة وتزيينها باستخدام مجسمات، وقال كلارنس هاوس وقصر سانت جيمس أن الكعكة التقليدية عادة ما تصنع من السكر أو الفواكه المجففة والجوز والتوابل، وتزين بالقشدة والثلج الأبيض والسكر الناعم الأبيض الممزوج ببياض البيض لغطاء الكعكة. بلغ طول الكعكة متر واحد وتكونت من 8 طوابق تّم تزيينها بتسعمائة وحدة من دقيق السكر على شكل زهور واستغرق صنعها خمسة أسابيع. جمعت الكعكة الرسمية بين الشكل التقليدي والحديث البسيط في الوقت نفسه، واحتوت على مكسرات وزينت بالزهور الوطنية المختلفة الخاصة بإنجلترا وويلز واسكتلندا وإيرلندا. ضمت الكعكة 17 نوعًا من الفاكهة، 12 منها فقط في الطبقة الأولى. شارك في إعداد كعكة الزفاف الملكي فريق مؤلف من عشرة أشخاص. بيعت قطعة منها عام 2013 مقابل 4160 دولارًا في مزاد لشخص لم تذكر هويته.
وهذه ليست المرة الأولى التي تباع فيها قطعة حلوى زفاف ملكي بريطاني. ففي عام 2012، بيعت قطعة كعكة زفاف الملكة إليزابيث منذ عام 1947 بعدما عثر عليها في خزانة لحفظ الملفات. كانت ملفوفة بسيلوفان ووضعت في صندوق كُتب عليه، «قصر باكنغهام 20 نوفمبر 1947».

### قالب حلوى حفل الزفاف يعرض في مزاد
طرحت قطعة من قالب الحلوى الذي أعد خصيصا لزفاف الأمير ويليام وكيت ميدلتون في مزاد نظم في لندن يوم 9 نيسان\أبريل عام 2014، بحسب ما كشفت دار المزادات البريطانية ميلرز أند كيرك (بالإنجليزية: Mellors and Krik)‏. وأعلن القيمون على هذا المزاد أن سعر قطعة الحلوى الملكية تراوح بين 50 و150 جنيهاً إسترلينياً. وأكد نيجل كيرك، مدير دار المزادات أن «هذه القطعة المعلبة في علبتها الأصلية ليست بعد نتنة، لكنني لا أنصح الشاري أن يأكلها. فنحن لا نريده أن يتسمم». وهذه القطعة هي حالياً ملك أدريان ريتشاردسن الموظف السابق في شركة كراون سبيشلتي باكاجينغ التي أعدت العلب الصغيرة المقدمة للمدعوين إلى حفل الزفاف. وكُلفت صانعة الحلويات الشهيرة فيونا كيرنز بإعداد القالب المزين بست عشرة زهرة، بناء على طلب كيت ميدلتون.

## إذاعة الحفل
في عام 2011، لم تكتف القنوات العالمية ببث حفل الأمير ويليام وكيت ميدلتون على الشاشات التلفزيونية فحسب، بل نقلته المواقع الإلكترونية التي جعلت الحدث يتجاوز أكثر من ملياري ونصف مليار شخص من 180 بلداً حول العالم. وكان للأمريكيين نصيب الأسد من نسب المشاهدة.
وفي المنطقة العربية، قامت كلا من:قناة أم بي سي 4 وقناة «دبي ون» بنقل مراسم الزفاف الملكي لأمير بريطانيا ويليام وعروسه كيت ميدلتون، الذي استمر يبث على الهواء مباشرة لمدة أربع ساعات، ابتداءً من الساعة التاسعة بتوقيت غرينتش. وأشارت التوقعات إلى أن عدد مُشاهدي حفلة الزفاف حول العالم قد يصل إلى نحو بليوني شخص، سيتابعون الحفلة عبر شاشات التلفزيون والإنترنت. وهذا يتجاوز بكثير العدد الذي تابع زواج والدي ويليام في 29 تموز يوليو 1981، إذ بلغ 750 مليون مشاهد.

## الملابس

### زي العريس
بدلاً من الزى الرمادي الأزرق الخاص بالقوات الجوية الملكية، ارتدى الأمير ويليام الزى العسكري للحرس الإيرلندي، بعد أن كان من المتوقع أن يرتدى الزى الرسمي للقوات الجوية، باعتبار أنه ضابط برتبة ملازم أول في القوات الجوية وطيار مروحية بحث وإنقاذ، لكن لأنه يحمل رتبة عقيد شرفيّة في الحرس الإيرلندي، فإنه ارتدى الزى الأحمر القرمزي أثناء زفافه.

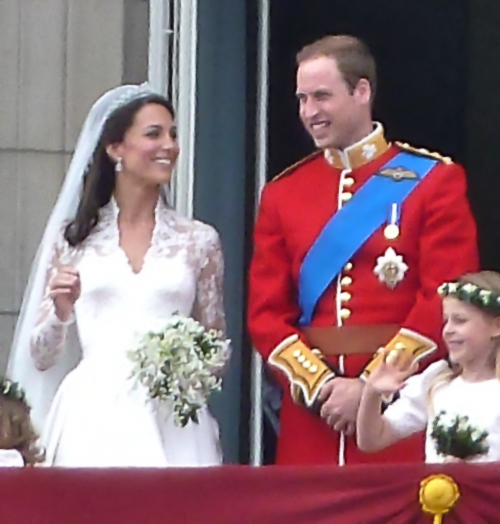
ملابس ويليم وكيت.

### فستان الزفاف
أثار فستان زفاف كيت ضجة لتشابهه الكبير مع فستان إيزابيلا أورسيني ابنة رئيس الوزراء الإيطالي سيلفيو برلسكوني الذي صممه البلجيكي جيرالد فاتيليو، والفستان الذي ارتدته فاتن حمامة في فيلم لا أنام عام 1957 من حيث الدانتيل وأكمام الشيفون وتنورة الفستان الطويلة وفتحة الصدر على شكل V. لون الفستان أبيض عاجياً مع طرحة طولها 2,70 متر. واعتمرت كيت تاجًا على رأسها بدلا من الزهور، أما تسريحتها فكانت بسيطة، وتركت شعرها منسدلاً على كتفيها. صممت البريطانية سارة برتون المدير الفني لدار ألكسندر ماكوين للأزياء الفستان. واعتبر المصمم كارل لاغرفيلد أن ثوب الزفاف أتى «أنيقاً وفاخراً» في تعليقه على الزفاف الملكي، قال:
| حفل زفاف الأمير ويليام وكيت ميدلتون | ثوب العروس مصقول جداً في تفاصيله، أكثر بكثير من ثوب زفاف الأميرة ديانا، وأثواب ألكسندر ماكوين هي دائماً أنيقة جداً، فهو تقليدي نسبياً لكنه يلائم الديكور، مع لفتة إلى خمسينات القرن الماضي تذكّر بمارلين مونرو أو بثوب زفاف الملكة إليزابيث الثانية.. الدانتيل جميل، وكذلك الوشاح المطرز والتاج الصغير الذي لم يأت مرتفعاً جداً. هذا رائع كما أن الطرحة أتت متناسقة تماماً. | حفل زفاف الأمير ويليام وكيت ميدلتون |

 وأكد كارل لاغرفيلد «ما من حاجة لأن تولد أميرة حتى تكون انيقة!». تجاوزت تكلفة فستان الزفاف الثلاثين ألف جنية إسترليني.

#### عرض ثوب الزفاف
قدم كل من متجر مجوهرات وصاحب متجر أثواب زفاف في مدينة هيوستن الأمريكية عرضًا مغريًا لكيت ميدلتون، يتمثل في ثوب زفاف قيمته مليون دولار. وقال متجر هيوستن برايدل إكسترافغنزا (بالإنجليزية: Houston Bridal Extravaganza)‏، إنه على استعداد لإعارة كيت ميدلتون، ثوب زفاف مرصع بالألماس والياقوت والأحجار الكريمة الأخرى، بقيمة تتجاوز مليون دولار. وتعاون متجر «سيلكت» للمجوهرات، ودار تصميم الفساتين فينتورا من أجل صنع ثوب براق، والذي إن اختارته العروس الملكية، فستصبح فستان الزفاف الأشهر منذ آخر ارتدته الأميرة ديانا قبل 30 عاما. وقالت لوريت فيرس صاحبة فكرة الثوب الثمين:

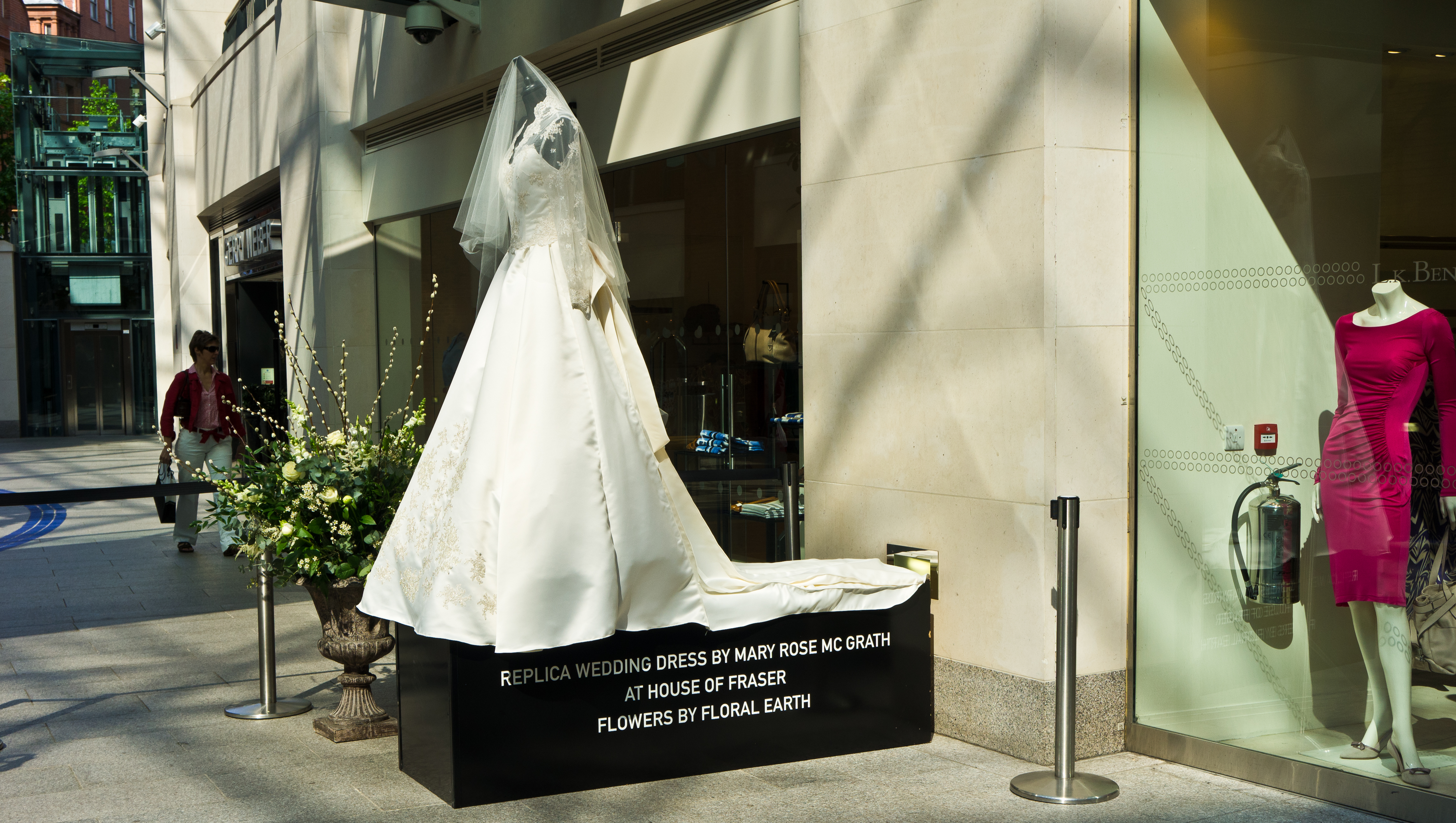
نسخة مقلدة من فستان زفاف كيت ميدلتون في بلفاست، أيرلندا الشمالية.

| حفل زفاف الأمير ويليام وكيت ميدلتون | في ولاية تكساس نحن معروفون بفعل أشياء كبيرة ومبالغ بها أحيانًا.. وهذا الفستان مذهل.. ومن شأنه أن يجعل أي فتاة تشعر وكأنها ملكة. | حفل زفاف الأمير ويليام وكيت ميدلتون |

#### نسخ مقلدة من الثوب
استعدت محلات صينية لتوفير نسخ مقلدة من ثوب زفاف كيت ميدلتون في الأسواق المحلية مقابل سعر يقل عن 300 دولار. وذكرت صحيفة تشاينا ديلي أن نقاط البيع على الإنترنت في الصين تعد نسخاً من ثوب ميدلتون مع الطرحة مقابل 280 دولارًا فقط. وقالت صاحبة متجر على الإنترنت إن المتاجر الصينية كانت تنتظر الفستان الذي سترتديه كيت ميدلتون. وتلقى المتجر طلبات ضخمة من الفتيات الصينيات اللواتي يقبلن على الزواج، حتى أن البعض طلبن استبدال الفساتين التي كنّ قد حجزنها في حال توفر فستان ميدلتون في تاريخ زفافهن. ويكتفي المتجر في الحصول على قياس الفتاة ليقدم لها نسخة عن الفستان حسب الطلب كما أنه جاهز لإضافة أي تعديلات ترغب فيها العروس. وقالت صاحبة المتجر إن تجهيز الفستان يستغرق عادة بين 4 إلى 5 أسابيع للانتهاء من الثوب حسب الطلب. وارتدت عروس في الصين الفستان بعد 36 ساعة فقط من الزفاف الملكي فيما ارتدى زوجها بزة تشبه بزة الأمير ويليام، ووضعت صورتهما على موقع محل آخر مخصص لبيع فساتين الأعراس.

## مجوهرات كيت ميدلتون

### خاتم الخطبة والزفاف

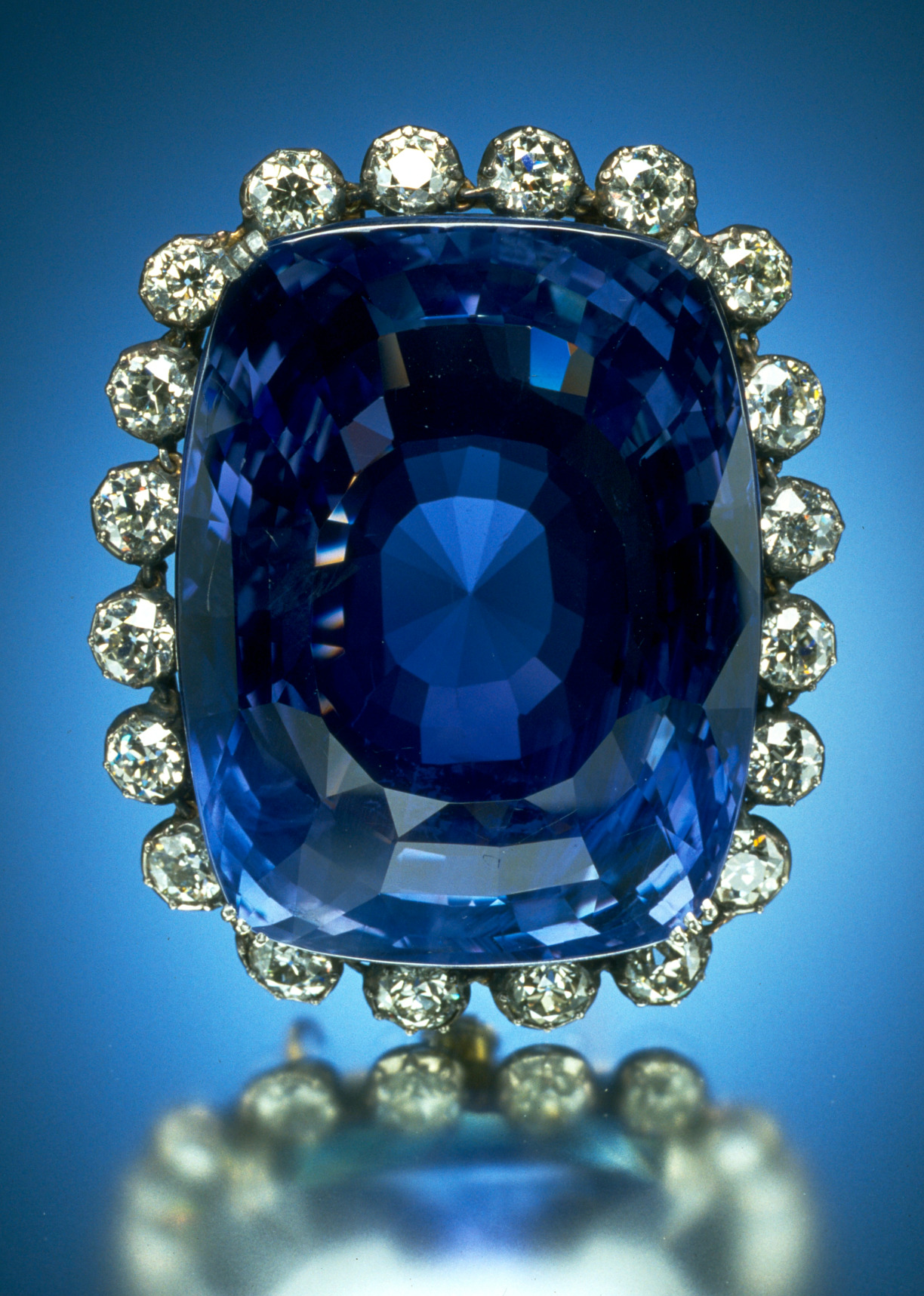
خاتم من الياقوت الأزرق المستخرج من سريلانكا، وهو يشبه خاتم خطبة كيت ميدلتون.

في عام 2010، كان أول ظهور لويليام وكيت أمام الصحافة في قصر سانت جيمس بعد إعلان نيتهما عقد قرانهما رسميًا. وقال الأمير ويليام متذكرًا والدته الأميرة ديانا:
| حفل زفاف الأمير ويليام وكيت ميدلتون | إنها بالضرورة ستكون حاضرة في الزفاف | حفل زفاف الأمير ويليام وكيت ميدلتون |

من خلال خاتمها الذي ورثه عنها والذي سيقدمه لكيت. أما كيت فكانت حريصة على إظهار الخاتم خلال المؤتمر الصحافي وكانت تمسك بذراع خطيبها ويدها متدلية أمام كاميرات المصورين.
صنع خاتم الزفاف من حجر بيضاوي الشكل من الياقوت الأزرق يزن 12 قيراطًا، وقد أحيط بأربعة عشر حجراً من سوليتير الألماس وثبت على حلقة من الذهب الأبيض 18 قيراطا. الخاتم من متجر جيرار في المملكة المتحدة وهو واحد من أعرق محال المجوهرات في العالم. وبلغ سعر الخاتم منذ 30 عامًا 28,000 ألف جنيه إسترليني.
كم أعلن أن ويليام لن يضع خاتم زفاف. وذكرت هيئة الإذاعة البريطانية «بي بي سي» أن قصر سانت جيمس أوضح ان الأمير ويليام لن يضع خاتماً خلافاً لعروسه التي سيزين إصبعها خاتم من الذهب المستخرج من منجم كلوغو سانت ديفيد في شمال ويلز. وقالت متحدثة باسم القصر أنه خلال الخطوبة أعطت الملكة إليزابيث الثانية الأمير ويليام بعض الذهب لصناعة خاتم الزفاف، وبناء على رغبة العروسين ستضع كيت ميدلتون خاتماً وهذا الخاتم سيكون هدية من الأمير ويليام. وقد استخدم ذهب منجم كلوغو سانت ديفيد لصناعة العديد من الخواتم لزيجات العائلة المالكة من بينها خاتم للملكة وآخر لوالدتها وآخر لديانا. وصنع الخاتم شركة وارتسكي للتحف والأنتيكات والمجوهرات في وسط لندن.

### التاج الألماسي
الشكل الفني الرئيسي والمتكرر في المجوهرات الماسية لعرس كيت هو ورقة شجرة السنديان (البلوط) وثمرتها، جوزة السنديان. حمل التاج اسم Halo Tiara. وهو من صنع كارتييه، صنع هذا التاج عام 1936 للملكة إليزابيث الثانية، وقد أهدته لها والدتها بمناسبة عيد ميلادها الثامن عشر. وقد حصلت عليه والدة الملكة الأم من زوجها الأمير جورج السادس قبل اعتلائه العرش البريطاني بسنوات قليلة؛ حيث طلب الأمير من دار كارتييه صنع هذا التاج. وقد أبدعت الدار بتصميمه المكون من 739 ماسة بقصة «Brilliant-cut» و149 ماسة بقصة «Baguette-cut». تفخر الدار الفرنسية بصنعها حيث استعرضته ضمن معرض كارتييه: ذوق وتاريخ (بالإنجليزية: Cartier: Style and History)‏ الذي ضم بعضاً من أجمل قطع كارتييه على مر العصور وقد أقيم في باريس في ديسمبر 2013 واستمر حتى فبراير 2014. ويذكر أن Halo Tiara من القطع المحببة إلى قلب الملكة إليزابيث الثانية، وأعارته، في بعض المناسبات المهمة، إلى أختها الأميرة مارغريت وكذلك إلى ابنتها الأميرة آن.

### الأقراط
القرط الماسي ذو الشكل الكمثري الذي تزينت به كيت هو من صنع روبنسون بيلهام، وقد تم تصميمه ليتماشى مع تاج هالو من كارتييه، وهو هديه من والدي كيت، كارول ومايكل ميدلتون بمناسبة زفافها. تصميم القرط عبارة عن ماسة علي شكل ثمرة جوزة السنديان معلقة من منتصف كل قرط، وكأنها تتدلى من ورقة شجرة السنديان.
تصميم القرط يتماشى مع الرمز الفني السائد في التاج، ويعكس أيضا شعار النبالة الخاص بعائلة ميدلتون الذي هو ورقة السنديان وثمرة الجوز. هناك أيضا دبوسين من الذهب، أحدهما يحمل جوزة السنديان والثاني يحمل ورقة شجرة السنديان، وهما لزينة والد العروس مايكل ميدلتون وأخوها جيمس ميدلتون.

## زينة العروس
قام مصفف الشعر جايمس بيرس من صالون ريتشارد وارد بتصفيف شعر العروس. بينما قامت مارينا ساندوفال من صالون جو هانسفورد بوضع طلاء الأظافر على يدين كيت ميدلتون بناءً على اقتراح حماتها كاميلا. عملت مارينا في هذه المهنة منذ 15 عامًا، وقد أعدت طلاء أظافر خاص لكيت وهو مزيج بين إصدار روز لانج من ماركة مستحضرات التجميل بورجوا وطلاء #423 آلور من إيسي. تقول مارينا عن اختيار كيت:
| حفل زفاف الأمير ويليام وكيت ميدلتون | ارادت لونًا ناعمًا وطبيعي يتماشى مع لون بشرتها، اختارت لونًا عاجيًا يناسب العرس. كان الطلاء رائعًا. | حفل زفاف الأمير ويليام وكيت ميدلتون |

وتقول مارينا عن كيت الليلة التي سبقت العرس:
| حفل زفاف الأمير ويليام وكيت ميدلتون | كانت كيت سعيدة جدًا، وتحدثت كثيرًا عن تطلعها لهذا اليوم. | حفل زفاف الأمير ويليام وكيت ميدلتون |

تلقت كيت ميدلتون دروس التبرج من أرابيلا بريستون، ووضعت كيت ميدلتون مكياجها بنفسها لهذه المناسبة.

## صندوق الزفاف الملكي البريطاني
أنشئ صندوق الهدايا الخيري للزفاف الملكي ليتيح للمهنئين التبرع بالمال لست وعشرين مؤسسة خيرية اختارها الأمير ويليام وكيت ميدلتون بدلًا من إرسال هدية الزفاف. وقدم أفراد من عامة الشعب وضيوف حضروا حفل الزفاف نحو نصف الأموال بينما قدم ربع الأموال مباشرة إلى المؤسسات الخيرية المعنية. وجاء الربع الباقي من عائدات مقابلة تلفزيونية أجريت مع الزوجين، ومبيعات ألبوم الزفاف الملكي، ومبيعات صورة التقطها ماريو تيستينو طبعت في دعوة الفرح. وصرح مكتب دوق ودوقة كامبردج أن صندوق الهدايا تلقى أكثر من مليون جنيه إسترليني (1.62 مليون دولار).

## الإعلان الرسمي للزواج
شمل الإعلان الرسمي المؤسسات الملكية والرسمية البريطانية، وهي قصر باكنغهام، المقر الرسمي للملكة إليزابيث الثانية، وقصر كلارنس هاوس مقر والده ولي العهد الأمير تشارلز، والحكومة الائتلافية، وكذلك المعارضة، وذلك بسبب الملكية الدستورية السائدة في بريطانيا وما يعني ذلك من بروتوكولات معمول بها. وجرى إعلام والد كيت، ووالدتها، وكذلك الملكة إليزابيث، والأمير تشارلز بالأمر، ورئيس الوزراء ديفيد كاميرون. وفي 16 نوفمبر عام 2010، أعلن مصدر رسمي أن الأمير ويليام الثاني في ترتيب خلافة العرش في بريطانيا بعد والده الأمير تشارلز، سيتزوج من صديقته كيت ميدلتون العام المقبل.
وجاء في بيان أصدره كلارنس هاوس مقر ولي العهد الأمير تشارلز ونجليه الأميرين ويليام وهاري:

## وثيقة الزواج الرسمية

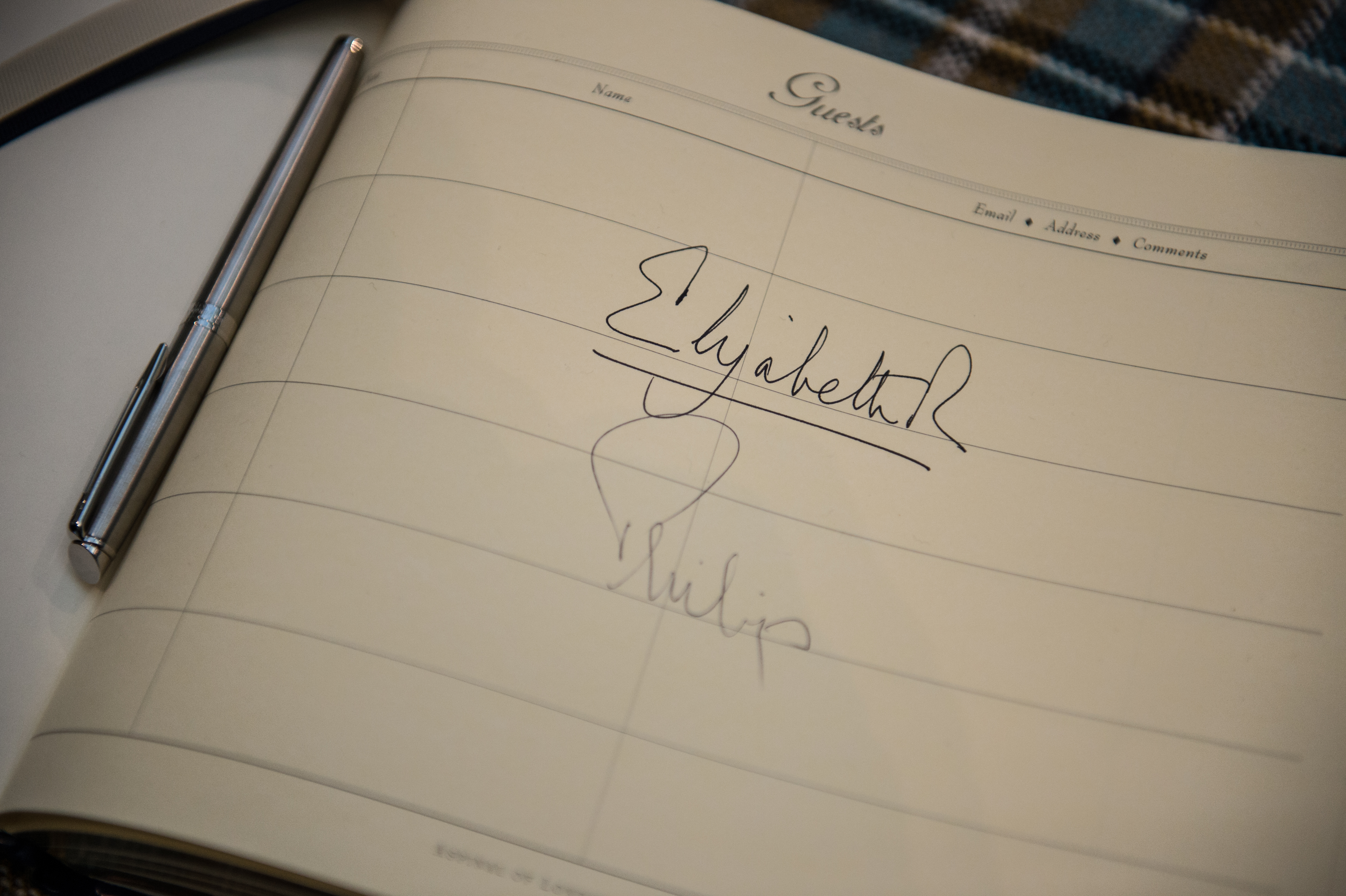
توقيع الملكة إليزابيث.

منحت الملكة إليزابيث موافقتها الرسمية لزواج حفيدها الأمير ويليام وكيت في صورة وثيقة قانونية تاريخية مكتوبة بخط اليد صنعت من جلد للكتابة. وطبقاً لبنود قانون الزيجات الملكية لعام 1772، فإن الملكة البريطانية ينبغي أن تصادق رسمياً على زواج أبنائها والأحفاد الأقربين للملك جورج الثاني الذي حكم في القرن الثامن عشر، قبل زفافهم. ويحمل صك الموافقة الذي نشر مكتب ويليام صوراً منه، توقيع الملكة إليزابيث إليزابيث أر وهو مختوم بختم المملكة. وصك الموافقة هو واحد من الصكوك القليلة جداً التي يتم ختمها بالختم الذي يحمل توقيع الملكة. ومنح لويليام وميدلتون بعد زفافهما في 29 نيسان\أبريل. وقال مكتب ويليام إن جلد الكتابة لا يستخدم إلا للوثائق الحكومية ذات الأهمية القصوى.
حذت ميدلتون، خطيبة الأمير ويليام، حذو والدته الأميرة ديانا في تجنب ترديد كلمة الطاعة في قسم الزواج خلال مراسم عقد الزفاف. وكشفت صحيفة دايلي ميرور أن كيت البالغة من العمر 29 سنة ستنذر بدلاً من تعهد الطاعة بتقديم الحب والراحة والشرف والاحتفاظ بالأمير ويليام، وبالطريقة ذاتها التي تعهدت بها الراحلة ديانا حين تزوجت ولي العهد الأمير تشارلز عام 1981. وأضافت أن كيت والأمير ويليام ناقشا عبارات تعهدات الزواج مع رئيس أساقفة كانتربري روان وليامز، والذي اكد أن قسم الزواج سيكون في غاية البساطة وصورة مباشرة لما يهم حقاً. وقال وليامز:
| حفل زفاف الأمير ويليام وكيت ميدلتون | كنت مندهشاً جداً من الطريقة التي تعامل بها الأمير ويليام وكاثرين كيت مع هذا الحدث الكبير، وفكرا بما فيه الكفاية في شأن ما يريدان لنفسيهما، وأيضاً بما يريدان قوله خلال مراسم الزفاف. وكانت العهود كالآتي: | حفل زفاف الأمير ويليام وكيت ميدلتون |

## الاحتفالات الشعبية

### الشعب البريطاني

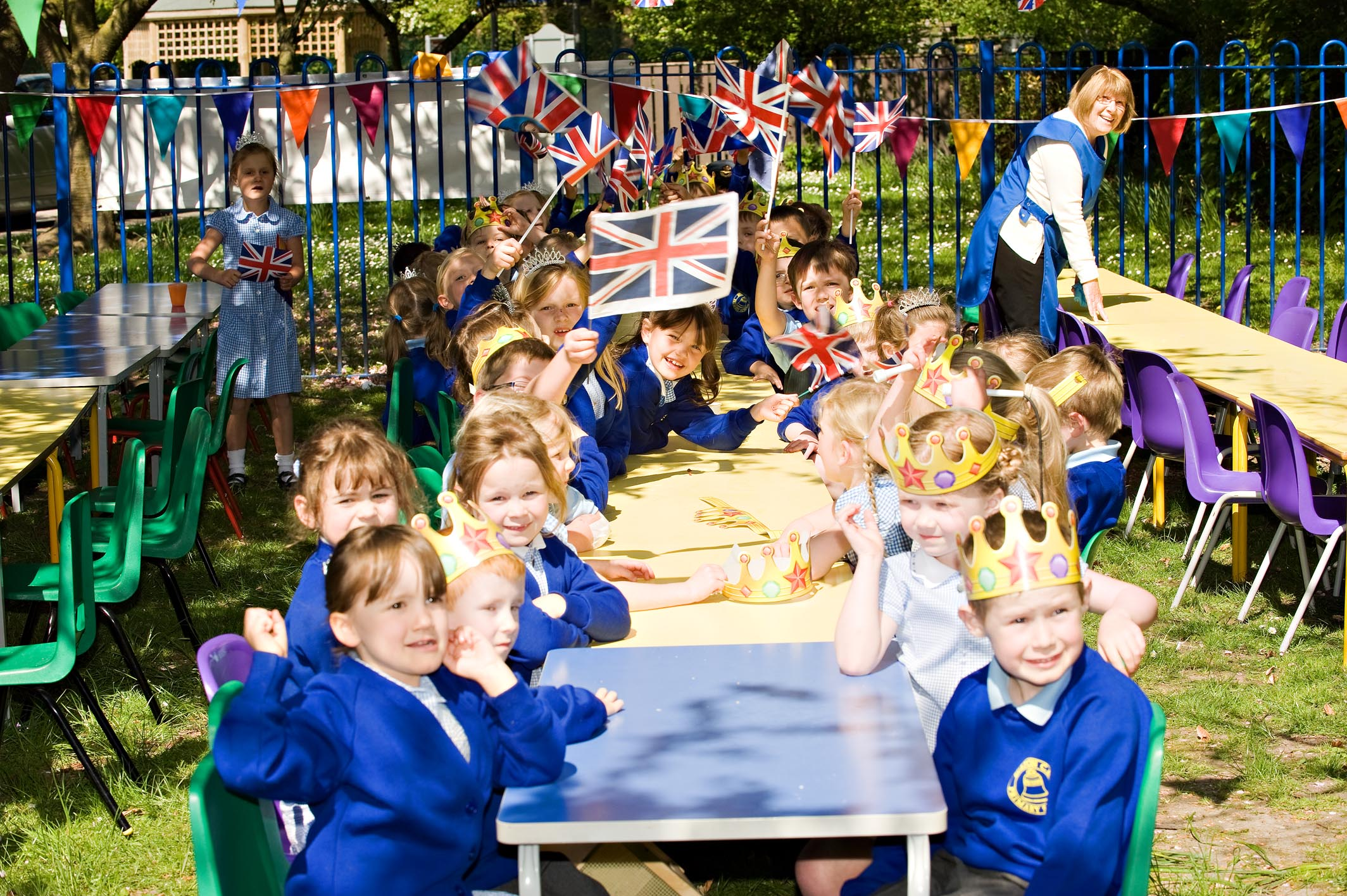
صورة من احتفالات إحدى المدارس بمراسم حفل الزفاف الملكي

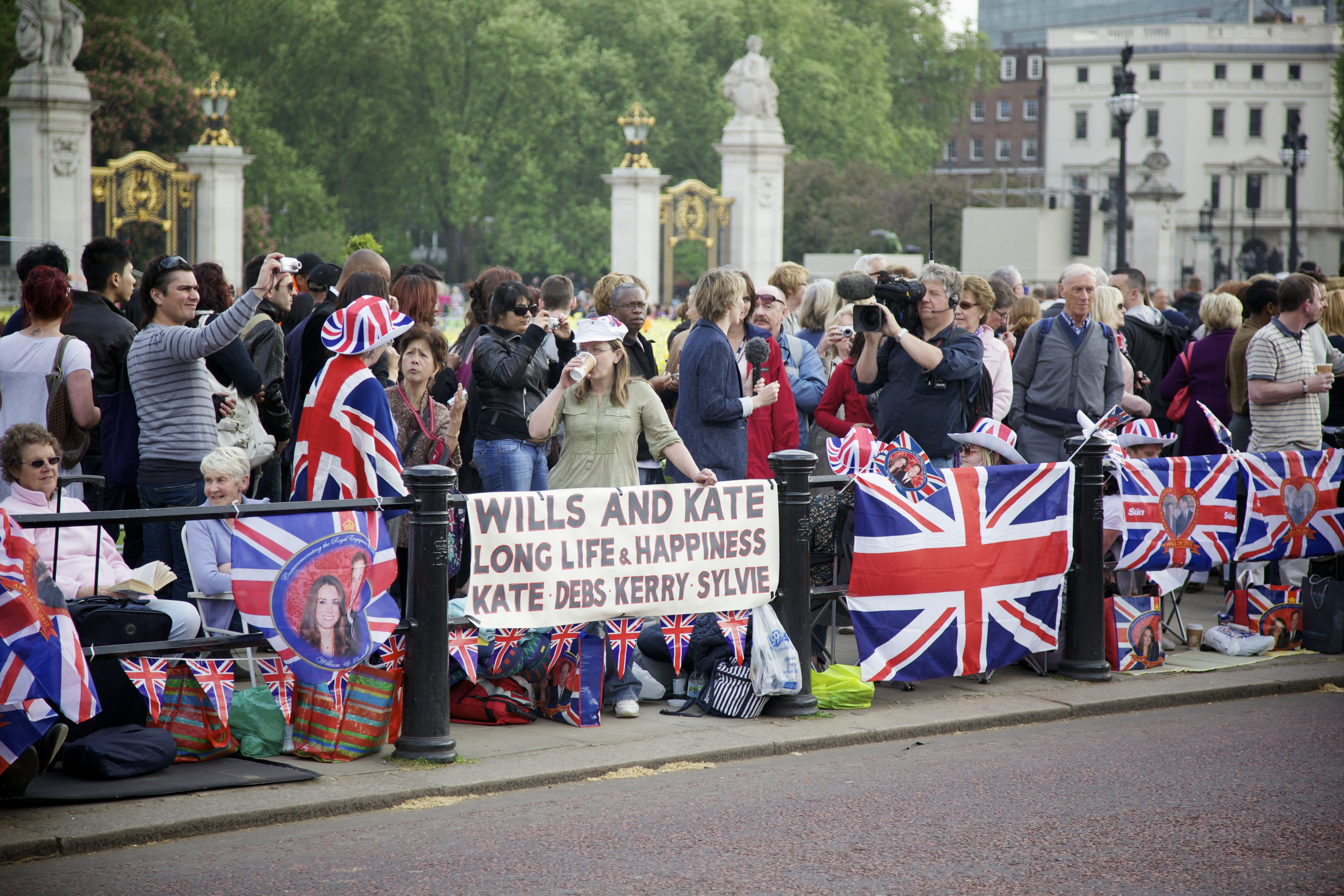
تجمهر الملايين لإلقاء نظرة على الزوجين ولتمني لهما سعادة أبدية كما هو مكتوب على إحدى اللافتات.

نصب محبو العائلة المالكة الخيم قبالة الكاتدرائية. وأقيمت أكثر من خمسة آلاف حفلة شعبية في الشوارع في كل أرجاء البلاد وصولاً إلى 10 داونينغ ستريت، مقر رئيس الوزراء ديفيد كاميرون. وفي بلدة سان اندروز الاسكتلندية الصغيرة حيث التقى ويليام وكيت قبل عشر سنوات تجمع نحو ألف شخص معتمرين القبعات العالية للرجال والمزينة بالزهور للنساء على أنغام الكمان. وخرج الأمير وكيت بعد ظهر يوم الزفاف إلى شرفة القصر وتبادلا أول قُبلة رسمية، وهي لحظة ترقبتها كاميرات العالم. وأخذ العرس منحى عالمياً، إذ أن مبنى إمباير ستيت أضيئ بالألوان، الأزرق والأحمر والأبيض، بـمناسبة الزواج على ما جاء على الموقع الإلكتروني لأشهر ناطحة سحاب في نيويورك. واحتل الزواج الصفحات الأولى في غالبية الصحف البريطانية على غرار صحيفة ذي صن التي عنونة عددها الصادر صباح الزفاف: «والدته كانت لتكون فخورة جداً»، في إشارة إلى والدة الأمير ويليام الأميرة ديانا التي يتردد اسمها في عدد من المقالات الافتتاحية.
وفرضت الشرطة طوقاً أمنياً حول مسار موكب الزفاف الملكي، حيث تجمهر مئات الآلاف من الناس لإلقاء نظرة على الزوجين السعيدين، فيما انتشر رماتها على أسطح المباني على طول طريق الموكب، بعد تفتيشه للمرة الأخيرة من جانب الشرطة والكلاب البوليسية خصوصاً المناطق المعرّضة للخطر. في المقابل، كرّم بعض معجبي الأميرة ديانا ذكراها في باريس حيث توفيت عام 1997، تزامناً مع حفلة زفاف نجلها. وقد وضعت بعض الرسائل تحت نصب شعلة الحرية أو شعلة ديانا، الذي تحول إلى نصب غير رسمي في ذكراها. وفي إحدى الرسائل التي كتبت بخط اليد: «العزيزة ديانا، أفكارنا تتجه إليك في هذا اليوم الاستثنائي».
كذلك، ترك أحد المعجبين المجهولين في المكان قصيدة تقول: «العزيزة ديانا، نعلم أن وهج نورك سيظللنا، وأنك ستكونين إلى جانبهما عندما يقولان نعم». وأقيمت أكثر من 5500 حفلة في الشوارع في بريطانيا في يوم الزفاف، غالبيتها في جنوب البلاد. واستضافت لندن حوالي 800 من هذه الحفلات إحداها في شارع داونينغ ستريت حيث مقر رئيس الوزراء البريطاني. وتجدر الإشارة إلى أن السياح كانوا لا يزالون يستمرون بالوقوف في طوابير لزيارة كاتدرائية وستمنستر التي استقبلت بعد خمسة أيام من الزفاف عشرة آلاف زائر رغم سعر البطاقات المرتفع (27 يورو). وبقيت الزهور التي زينت الكاتدرائية بمناسبة الزفاف في مكانها لكي يتمكن الزوار من الدخول في أجواء العرس.

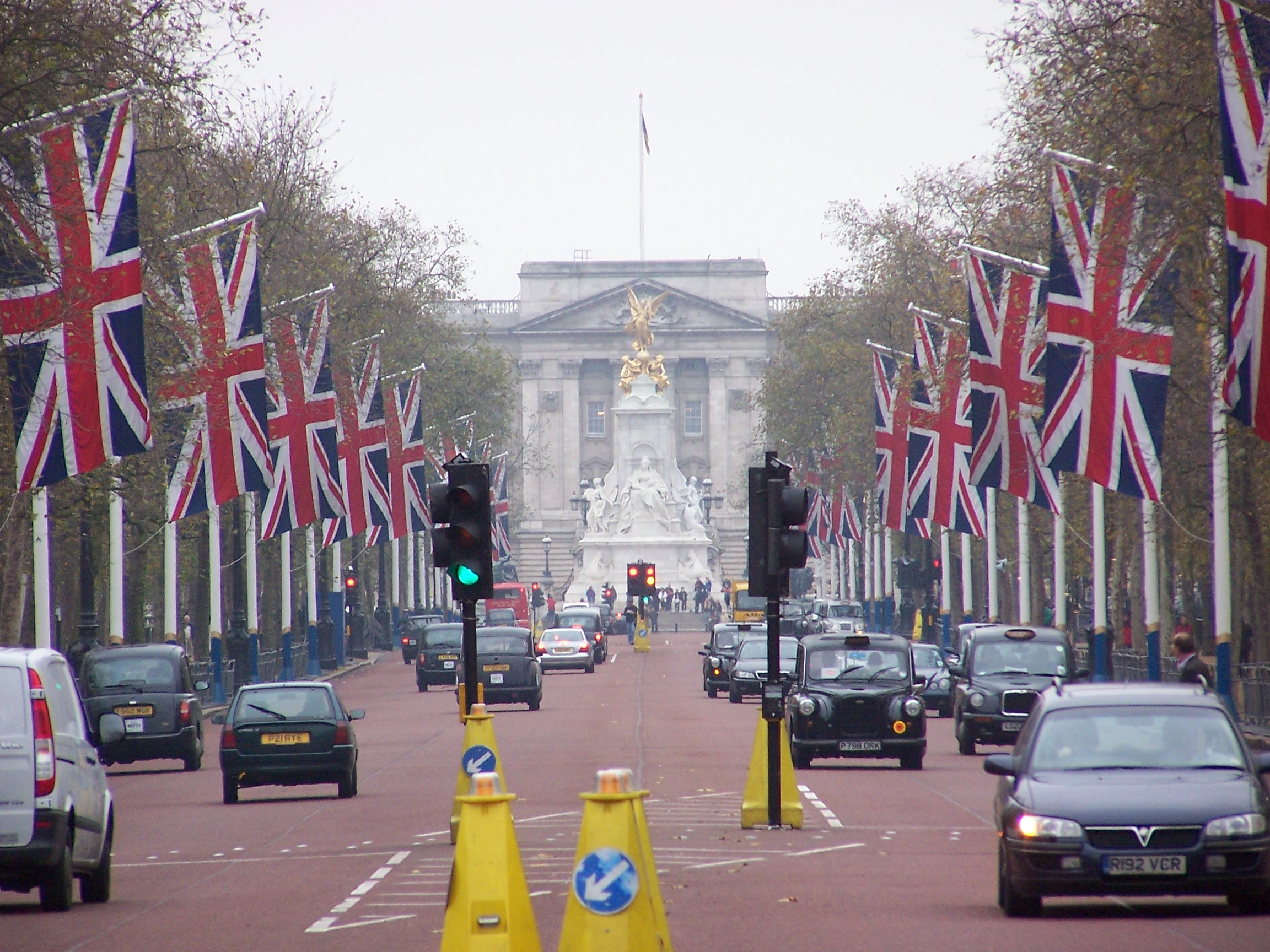
جادة المول مزينة بالأعلام البريطانية.

### زفاف ملكي بمكعبات الليجو
تم إعداد نموذج مصغر من يوم الزفاف باستخدام مكعبات الليجو الشهيرة ليكون مزارًا سياحيًا. وشاهد الزوار نسخة من الليجو للزوجين السعيدين وهما يتعانقان أمام حشد ممن حضروا للتهنئة، وذلك في ليجولاند في ويندسور. كما أحيط بالزوجين نماذج من الليجو للضيوف، ومن بينهم ديفيد وفيكتوريا بيكهام، إضافة إلى كلاب كورجي الملكية الصغيرة والمصورين والحرس الملكي. وقد استغرق إعداد هذا النموذج المصغر أكثر من 30 ساعة واستخدمت فيه عشرة آلاف قطعة ليجو. وقد حرص مصممو النموذج على اتباع قائمة المدعوين الرسمية بكل دقة، كما أنهم أضافوا نماذج ليجو لأي ضيف يجري الإعلان عن اسمه. كما ظهر في المجسم ملكة بريطانيا وأعضاء آخرون من الأسرة المالكة وهم يتابعون مراسم الحفل من شرفة القصر. وقد استغرق إعداد كل واحد من الشخصيات، البالغ ارتفاعها 10 سنتيمترات، نحو الساعة، واستخدم في إعدادها ما بين 30 إلى 40 قطعة ليجو. أما مقر الإقامة الملكي فقد شيد باستخدام 160 ألف قطعة ليجو على مقياس رسم بنسبة 1:50 من الحجم الطبيعي، واستغرق إعداده 550 ساعة. ويقبع هذا النموذج في منطقة لندن المصغرة، وهي جزء من مدينة ليجولاند الترفيهية التي تضم نماذج مصغرة لأهم مزارات العاصمة البريطانية.

### حضور كائنات فضائية لحفل الزفاف

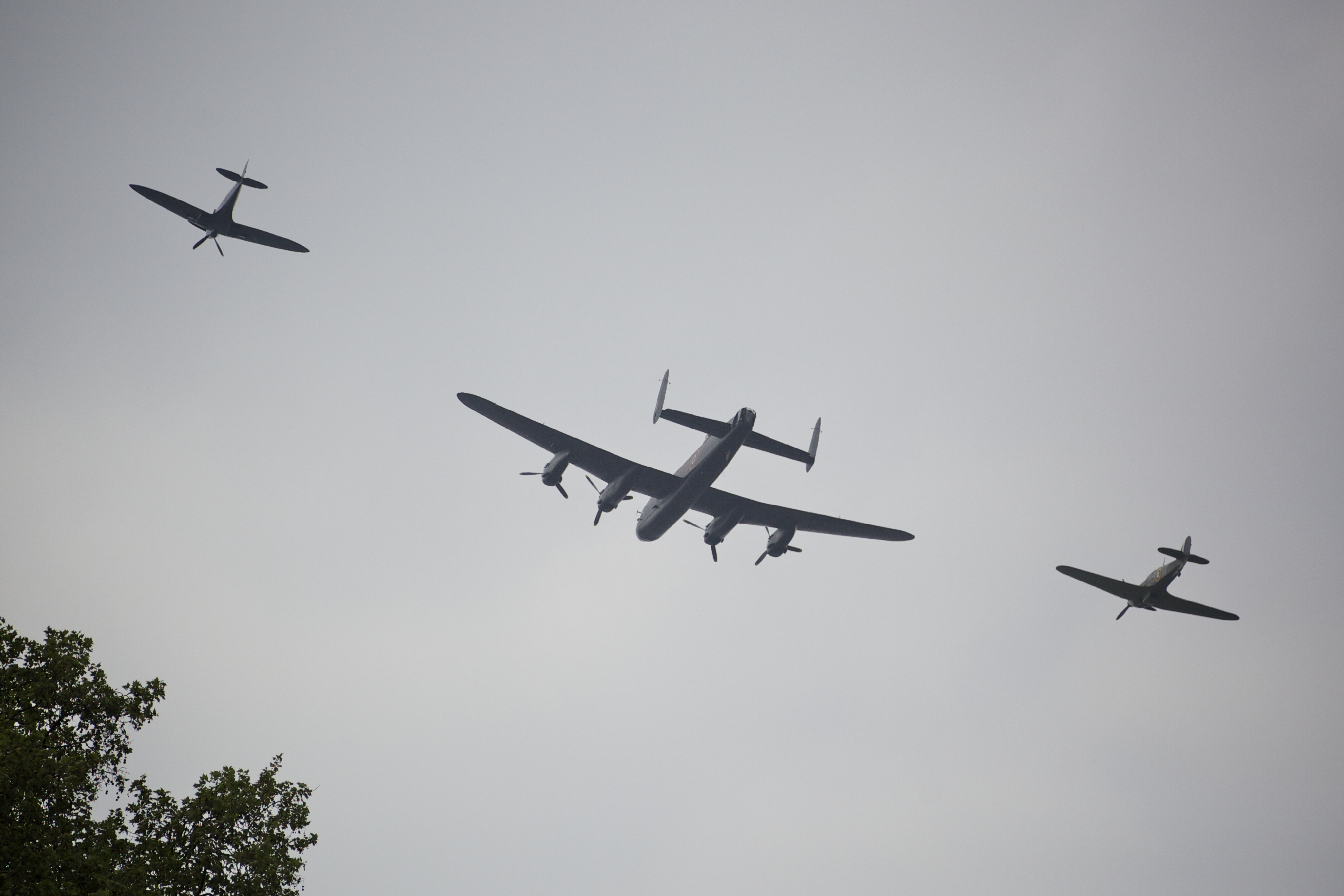
حلقت في سماء لندن 7 طائرات حربية من سلاح الجو الملكي تعود لمختلف الحقب بما فيها طائرات من تلك التي شاركت في الحرب العالمية الثانية.

وقال اللواء المتقاعد في سلاح الجو البريطاني جورج فيلر، الذي يشغل حالياً مركز الصحون الطائرة الوطني في بريطانيا، أن بعض الكائنات الفضائية كانت موجودة في الزفاف الملكي. وقال أنها شوهدت أخيراً فوق ليبيا وقرب اليابان التي ضربها زلزال مدمر وتسونامي. وقال فيلر: «يبدو ان الكائنات الفضائية تهتم بكل شيء مهم». ولفت إلى أن مركزه سجل مشاهدة ألف صحن طائر الشهر الماضي، وهو يتوقع ورود تقارير عن بعض المشاهدات في المنطقة المحيطة بكاتدرائية وستمنستر في لندن. وأشار إلى أن سببين يدفعانه لتوقع حضور الصحون الطائرة في زفاف الأمير ويليام، أولهما هو أن طياري سلاح الجو البريطاني الملكي يفيدون عن رؤية بعضها فوق القناة الإنجليزية، والثاني هو أن العائلة المالكة مهتمة جداً بظاهرة الكائنات الفضائية. وكشف فيلر عن حديث دار بينه وبين زوج ملكة بريطانيا الأمير فيليب عن الصحون الطائرة في عام 1961، يوم قال له الأمير إن اهتمامه بهذا الأمر شخصي وليس بسبب المخاوف على الأمن القومي وحسب. وقال الأمير آنذاك أن عمه إيرل ماونتباتن سبق أن رأى صحوناً طائرة عن قرب.

### البيتزا الملكية
أعلنت سلسلة مطاعم بابا جونز بيتزا أنها تعاقدت مع فنان بريطاني مختص بالطعام لتصميم وخبز بيتزا على شكل صورة الأمير وخطيبته. وذكرت السلسلة أن البيتزا الجديدة ستتوفر في فروعها في بريطانيا فقط. وتظهر كيت على البيتزا بوشاح من الفطر، وشعرها من الزيتون الأسود، وفستان من الجبنة؛ فيما الأمير يرتدي سترة من السلامي والفليفلة الخضراء، وقطع الجبن تشكّل شعره الأشقر. وقال المسؤول عن التسويق في السلسلة الأميركية، أندرو فارغا:
| حفل زفاف الأمير ويليام وكيت ميدلتون | إن حمى الزفاف الملكي تنتشر في العالم بأسره ولم يكن بإمكاننا أن نقاومها لذلك قررنا أن نضفي بعض المرح على الطعام الذي نقدمه بخلق نسختنا الخاصة من البيتزا عليها رسم كيت وويليام للاحتفال بزفافهما المرتقب | حفل زفاف الأمير ويليام وكيت ميدلتون |

### فيلم سينمائي يصوّر الزفاف قبل موعده
صور الفيلم الذي أنتجته شركة هاتف بريطانية تحت عنوان «رقصة الزفاف» في كنيسة كانتربرى بلندن حيث تبادل العروسان عهود الزواج. وتضمن الفيلم صور بعض المشاهد التي سيؤديها العروسين، إلا أنه لم يتضمن تفاصيل أخرى ذات صلة بموكب الزفاف وتوقيته. وكل الأشخاص الذين شاركوا في الفيلم ليسوا سوى ممثلين تم اختيارهم بدقة لشبههم التام بأعضاء الأسرة المالكة البريطانية.

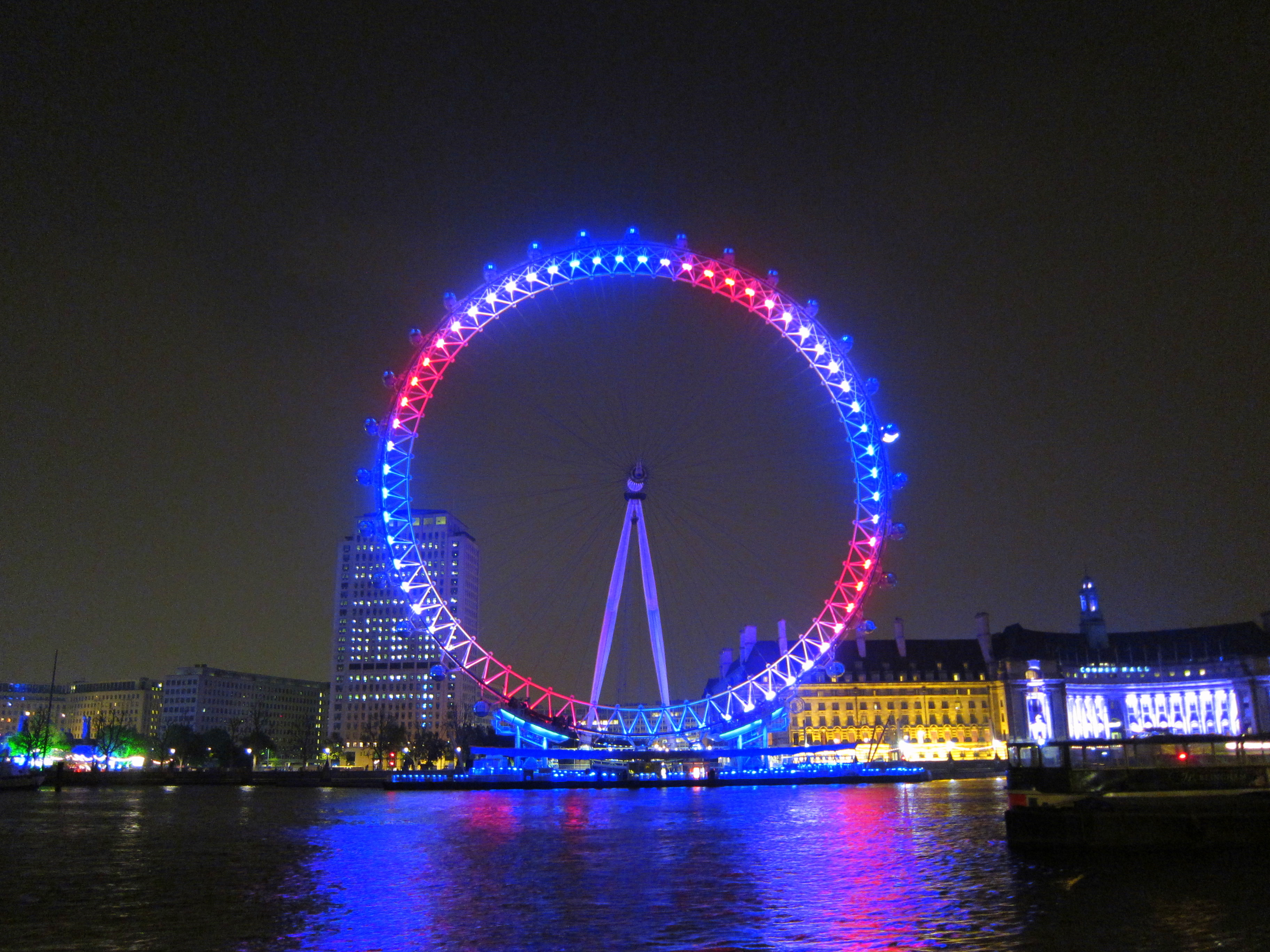
عجلة لندن اضيئت مساء الزفاف الملكي.

### شبيهان ويليام وكيت
الإيطالية أرولا روسي والبريطاني سايمون واتكينسون فازا بجائزة أقرب شبيهين للأمير ويليام وعروسه كيت في مسابقة أقيمت بلندن.

### احتفال بلدة سانت أندروز
وفي بلدة سان أندروز الاسكتلندية الصغيرة حيث التقى ويليام وكايت قبل عشر سنوات تجمع الآلاف معتمرين القبعات العالية للرجال والمزينة بالزهور للنساء على أنغام الكمان للاحتفال بزواجهما.

### جورج مايكل يهدي العروسين أغنية
أعاد المطرب البريطاني جورج مايكل توزيع وتقديم أغنية من أغاني الحب أثناء السبعينيات للأمير ويليام وخطيبته كيت. وكشف عنها على الموقع الإلكتروني الخاص به، وهي أغنية «يو اند أي» أو You and I للمغني ستيفي وندر. سعدا العروسين بالأغنية وأبديا موافقتهما على تقديمها. وكتب مايكل على صفحته في موقع تويتر للتواصل الاجتماعي:
وكان مايكل (47 عاما) قد سجن بعدما اصطدم بسيارته في محل أثناء قيادته تحت تأثير المخدرات. وأكد مايكل أنه لم يصدر الأغنية لأغراض دعائية وإنما من أجل العروسين فقط كما أنه لا يسعى لتلقي دعوة لحضور حفل الزفاف.

## تأثير الزفاف على الاقتصاد
كان من تأثير الزفاف أن انتعشت السياحة وقفزت مبيعات التذاكر، لكن يقدر اتحاد الصناعة البريطاني أن عطلة عامة أخرى ستكلف الاقتصاد نحو ستة مليارات جنيه إسترليني أي ما يعادل 9 مليارات دولار. وحتى مع الأخذ في الاعتبار المعنويات المرتفعة التي سببتها هذه المناسبة التاريخية والدفعة التي ستتلقاها المزارات السياحية في لندن مع تدفق أعداد كبيرة من السائحين الأجانب الأثرياء، فإن الزفاف ليس «الخبر السار الصرف»، وفق وصف رئيس الوزراء ديفيد كاميرون. ويظهر التاريخ أن للعطلات العامة التي تفرض في مناسبات معينة تأثيراً سلبياً طويل الأمد على الناتج المحلي الإجمالي.

### عملة نقدية بمناسبة الزواج
أعلنت دار السكّ الملكية، عن سك عملة نقدية من فئة خمسة جنيهات إسترلينيه احتفاءً بالزفاف، وطرحها للبيع بسعر مضاعف. وأفادت الدار بأن الأمير ويليام وكيت صادقا على تصميم العملة، الذي يُظهر صورة جانبية لوجهيهما متواجهين، وصورة الملكة إليزابيث الثانية، في الجانب الآخر للعملة التي تحمل تاريخ 29 نيسان/إبريل 2011. وأوضحت الدار أن عملة الزفاف الملكي صمّمها مارك ريتشاردز زميل الجمعية الملكية للنحاتين البريطانيين، واختيرت من بين نماذج أخرى لمصممين بريطانيين، وأُرسلت إلى الأمير ويليام للمصادقة عليها، ثم إلى وزير الخزانة المالية، وأخيراً إلى الملكة. وهذه هي المرة الثانية التي تسك فيها دار السك الملكية عملة نقدية لمناسبة زفاف ملكي منذ عام 1981، حين سكت عملة نقدية من فئة 20 بنساً لولي العهد الأمير تشارلز وديانا، والدي الأمير ويليام. وكانت دار السكّ الملكية سكت عملة تذكارية لمناسبة إعلان خطبة الأمير ويليام كايت في تشرين الثاني/نوفمبر 2010.

### هدايا تذكارية
الكثير من بائعي الهدايا والكماليات نصبوا مجموعة كبيرة من التذكارات التي تحمل صورًا للزوجين وتنوعت هذه الهدايا بين أكواب للشاي، والأواني المنزلية، مرورًا بعلم المملكة المتحدة، وقام البائعون الأكثر دراية بالتكنولوجيا بافتتاح مواقع إلكترونية خاصة بالمناسبة يتوفر بها العديد من الأشياء الغريبة التي تتزين تارة باسمي العريسين وتارة بصورهما. هذه المواقع وإن كانت كثيرة فإن محتواها يختلف باختلاف القائمين عليها وتختلف أسعارها بحسب الموقع نفسه، ففي الوقت الذي لا يتعدى كوب يحمل صورة ويليام وكيت 18جنيهًا استرلينيًا، كان هناك أكواب أخرى في نفس الموقع بمبلغ 100 جنيه إسترليني. بعض هذه المواقع قدم لزواره فرصة شراء خاتم شبيه بخاتم خطبة كيت ميدلتون مقابل 36 جنيهًا استرلينيًا، بينما أتاح آخر فرصة حجز شريط الاحتفال.

## ردود الأفعال العالمية
بيّنت بعض الإحصاءات أن زفاف ويليام وكيت ميدلتون كان سادس أكبر حدث من حيث المتابعة على الإنترنت في التاريخ، فيما أظهرت الأرقام الأولية أن حوالي 24.5 ملايين شخص في بريطانيا شاهدوا الزفاف على القنوات الأرضية. ما جعله سادس أكبر حدث في التاريخ من حيث المتابعة على الإنترنت. وسجّل موقعا فايسبوك وتويتر الاجتماعيان نشاطاً غير مسبوق يوم الزفاف، إذ ذكر الزفاف 268777 مرة في بريطانيا وحدها، بمعدل 74 مرة في الثانية على فايسبوك و67 مرة في الثانية على تويتر. ولم تنحصر المتابعة بالبريطانيين داخل المملكة المتحدة، بل تجاوزتها إلى جميع دول العالم حتى أفغانستان، حيث استخدم الجنود البريطانيون الإنترنت لإرسال التهنئة للعروسين. وشاهد الزفاف الملكي على القنوات الأرضية في بريطانيا حوالى 24.5 مليون شخص.

## الزفاف يدخل موسوعة جينيس
دخل الزفاف الملكي موسوعة جينيس للأرقام القياسية. وذكرت أحدث نسخة من موسوعة جينيس للأرقام القياسية أن 72 مليونًا شاهدوا الزفاف الذي أقيم يوم 29 إبريل/نيسان في كاتدرائية وستمنستر مباشرة على الإنترنت، وأن الزفاف أصبح بذلك أكبر حدث يحظى بالمشاهدة على الهواء مباشرة.

## تكلفة الحفل
بلغت تكلفة حفل الزفاف 34 مليون جنيهًا استرلينيًا، مما جعل الجميع يتساءلون عن انعكاس حفل الزفاف على الاقتصاد البريطاني، وبناء على ذلك عارض ليزلي ماكلوخلان - مترجم العائلة الملكية البريطانية- وصفَ حفل الزفاف بالإسراف والبذخ، خاصة وأن الحفل كان عامل جذب هام للسياحة في بريطانيا مع وفود أكثر من مليون سائح لمشاهدة الحفل، وهو ما يعتبر ردًا حاسمًا على كل من يتحدث عن الإسراف في تكلفة الزفاف. وأوضح ليزلي أن حفل الزفاف لن يؤثر على الاقتصاد البريطاني، خاصة وأن القصر الملكي في باكنغهام تحمل تكاليف الزفاف، ولم يتم احتسابه من الحكومة، بينما تولت الحكومة البريطانية فقط توفير الأمن الذي بلغ 5000 شرطي لحماية العروسين من التهديدات التي توالت قبل الزفاف من جهات إرهابية بإفساد الزفاف. وأكد ليزلي أن الجمهور البريطاني يهتم بالملكية ولم يحتج على الإسراف في حفل الزفاف، خاصة وأن ملايين الجنيهات جاءت إلى بريطانيا بسبب زيادة حجم السياحة.
|                                  | التكلفة                |
| -------------------------------- | ---------------------- |
| تأمين الحفل                      | 32 مليون دولار         |
| خاتم الزفاف                      | 11 ألف دولار           |
| خاتم الخطبة الخاص بالأميرة ديانا | يساوي الآن مليون دولار |
| حفلات الإستقبال                  | 600 ألف دولار          |
| فستان الزفاف                     | 434 ألف دولار          |
| كعكة الزفاف                      | 80 ألف دولار           |
| الورود                           | 800 ألف دولار          |
| أعمال النظافة                    | 64 ألف دولار           |

## شهر العسل

الغروب على شاطئ جزيرة ماهيه، سيشل.

عاد الأمير ويليام إلى عمله بعد أربعة أيام من حفل الزفاف إلى القاعدة الجوية الملكية التابع لها في انجليسي في ويلز عند الموعد المحدد لاستئناف عمله كقائد طائرة بحث وإنقاذ بعد عطلة قصيرة في مكان سري.
وينتشر فريق لعمليات البحث والإنقاذ في جزر الفوكلاند منذ العام 1982، حين خاضت بريطانيا حرباً ضد الأرجنتين أودت بحياة 655 جندياً أرجنتينياً و255 جندياً بريطانياً. وتعتبر الخدمة ضرورية بالنسبة للأمير ويليام لترقيته من مساعد طيار إلى طيار للمروحيات القتالية.
في يوم الثلاثاء 10 مايو/أيار وصل الأمير ويليام وزوجته إلى جزر سيشل في المحيط الهندي لقضاء شهر العسل. وكان مكتب الديوان الملكي البريطاني أكد سفر الزوجين ولكنه رفض الكشف عن مكان قضاء هذه الرحلة. وكانت وسائل الاعلام البريطانية قد سميت سابقًا الكاريبي، وكينيا، وجنوب الأردن، وجزيرة كورفو اليونانية كأماكن محتملة.
وقال رئيس قطاع السياحة في جزر سيشل، ألاين أنجي «الزوجان سعيدان وراضيان بإقامتهما في جزيرة نورث أيلاند.» استغرق شهر العسل 10 أيام على متن طائرة خاصة ومروحية، وفي اليوم الأخير شكر ويليام وكيت خفر سواحل جزر سيشل على الحماية التي قدموها لهما. وحرص خفر السواحل على منع أي قارب على متنه مصورون من الوصول إلى العروسين. ووفقاً لبيانات السلطات، قام سمسار الجزر الألماني، فاراد فلادي، بتأجير جزيرة نورث أيلاند للقصر الملكي البريطاني. وأقام الأميران خلال شهر العسل في فيلا فاخرة مطلة على شاطئ خاص وتضم حمام سباحة أيضاً. ويمكن أن يكلفهما ذلك أكثر من 6 آلاف جنيه إسترليني في الليلة.

## كتب عن الزفاف الملكي

غلاف كتاب ويليام وكاثرين لاندرو مورتن

1. William & Catherine: Their Romance and Royal Wedding in Photographs by David Cohen[179]
2. LIFE The Royal Wedding of Prince William and Kate Middleton: Expanded, Commemorative Edition (Life (Life Books)) [180]
3. [181] The Royal Wedding of Prince William and Kate Middleton by Robert Sullivan
4. [182] The Royal Wedding: The Official Westminster Abbey Souvenir by James Wilkinson
5. [183] WILLIAM & CATHERINE: Their Story by Andrew Morton (مورتون هو مؤلف كتاب ديانا: قصتها الحقيقية، نشر كتابًا بعنوان: وليم وكاثرين. يروي مورتن قصة ويليام وكيت منذ تعارفهما قبل ثماني سنوات بالجامعة، مرورا بحفل الزواج، بالإضافة إلى 150 صورة، 32 صفحة لمراسم الزواج. وفي بيان نشره مورتون، جاء فيه:«إن الزواج الملكي يعتبر من أكثر المناسبات شعبية وتلقى اهتمامًا كبيرًا ورغبة بمتابعته ليس فقط في انجلترا، ولكن بالعالم بأسره. وهذا الكتاب توثيقا رائعا لما يمكن أن يكون بمثابة نقطة تحول بتاريخ العائلة الملكية البريطانية.»[184][185])
6. [186] William & Catherine: A Royal Wedding Souvenir by Annie Bullen
7. [187] The Royal Wedding For Dummies by Julian Knight
8. [188] The Royal Wedding Commemorative Plate and Book by Cindy De La Hoz
9. [189] William and Kate Paper Dolls: To Commemorate the Marriage of Prince William of Wales and Miss Catherine Middleton, 29th April 2011 (Dover Royal Paper Dolls) by Tom Tierney
10. [190] Royal Weddings (English and German Edition) by Julia Melchior
11. [191] Royal Weddings: An Original Anthology (eBook Original) by Stephanie Laurens
12. [192] Royal Weddings: A Very Peculiar History by Fiona MacDonald
13. [193] Kate the Royal Wedding Fairy (Rainbow Magic) by Daisy Meadows
14. [192] The Royal Wedding of Prince William and Catherine Middleton by Michael Grace
15. [194] The Making of a Royal Romance: William, Kate, and Harry—A Look Behind the Palace Walls (A revised and expanded edition of William and Harry: Behind the Palace Walls) by Katie Nicholl
16. Prince William and Kate Middleton: A Royal Wedding (Royal Family for Kindle) by History Books
17. [195] William and Kate: A Royal Love Story by Christopher Andersen
18. [196] The Royal Wedding Bookazine by Whitman Publishing
19. [197] Royal Wedding: William and Kate Dress-up Dolly Book
20. [198] The Royal House of Windsor by Andrew Roberts
21. [199] Kate: The Making of a Princess by Claudia Joseph
22. [200] William and Kate: the Love Story by Robert Jobson
23. [201] Knit Your Own Royal Wedding by Fiona Goble
24. [202] Little Miss Princess and the Very Special Wedding by Egmont
25. [203][204] Kate & Wills up the aisle by Alison Jackson
26. [205][206] A Royal Match by Tyne O'Connell
27. [200] A Royal Wedding by Mills and Boon

## وصلات خارجية
- حفل زفاف الأمير ويليام وكيت ميدلتون.
- فيلم ويليام وكيت (2011)
- الزفاف الملكي بمكعبات الليجو.